# Peperomia
Genre
Classification phylogénétique
Peperomia (pépéromie en français) est un genre de plantes à fleurs classées depuis 2003 dans la famille des Piperacées. Les classifications précédentes l'incluaient dans la famille des Peperomiacées (famille de l'ordre des Pipérales qui comptait quatre genres : Manekia, Peperomia, Piperanthera, Verhuellia), fusionnée depuis avec les Piperacées et considérée comme un synonyme.
Le genre Peperomia comprend plus de 1 500 espèces, ce qui en fait un des genres d'Angiospermes les plus grands. La distribution des espèces de Peperomia est tropicale et subtropicale, avec une majorité d'espèces américaines (seulement dix-sept espèces en Afrique).
Les Peperomia sont des plantes herbacées terrestres ou épiphytes, à port parfois buissonnant, à tige dressée ou rampante. Les feuilles, plus ou moins succulentes selon les espèces, sont soit alternes, soit opposées, soit verticillées.
Les fleurs sont groupées dans une inflorescence en spadice solitaire (épi+bractée basale) ou en épis groupés en panicule ou en ombelle. Chaque fleur est dépourvue de pétales et de sépales et comporte souvent à la fois des étamines et un ovaire (plantes hermaphrodites).

## Liste des espèces
Selon BioLib (16 mai 2022) :
- Peperomia abnormis Trel.
- Peperomia alata Ruiz & Pavón
- Peperomia albovittata C. DC.
- Peperomia alternifolia Yuncker
- Peperomia amplexicaulis (Sw.) A. Dietr.
- Peperomia aphanoneura C. DC.
- Peperomia arenillasensis Yunck.
- Peperomia argyreia E. Morr.
- Peperomia arifolia Miq.
- Peperomia bellendenkerensis Domin
- Peperomia berteroana Miq.
- Peperomia blanda (Jacq.) Kunth
- Peperomia boivinii C. DC.
- Peperomia buxifolia Sodiro
- Peperomia cachabiana C. DC.
- Peperomia caperata Yunck.
- Peperomia choritana Trel.
- Peperomia clivigaudens Yunck.
- Peperomia clusiifolia (Jacq.) Hook.
- Peperomia cogniauxii Urb.
- Peperomia columella Rauh & Hutchison
- Peperomia cookiana C. DC.
- Peperomia coquimbensis Skottsb.
- Peperomia cordilimba C. DC.
- Peperomia crinicaulis C. DC.
- Peperomia crispa Sodiro
- Peperomia dauleana C. DC.
- Peperomia degeneri Yuncker
- Peperomia discifolia Sodiro
- Peperomia disjunctiflora Yunck.
- Peperomia distachya (L.) A. Dietr.
- Peperomia dolabriformis Kunth
- Peperomia eekana C. DC.
- Peperomia ellipticibacca C. DC.
- Peperomia emarginella (Sw. ex Wikstr.) C. DC.
- Peperomia enervis C. DC. & F. Muell.
- Peperomia espinosae Yunck.
- Peperomia expallescens C. DC.
- Peperomia fagerlindii Yunck.
- Peperomia fernandeziana Miq.
- Peperomia ferreyrae Yunck.
- Peperomia fraseri C. DC.
- Peperomia galioides Kunth
- Peperomia glabella (Sw.) A. Dietr.
- Peperomia glandulosa C. DC.
- Peperomia globulanthera C. DC.
- Peperomia graveolens Rauh & Barthlott
- Peperomia griseoargentea Yunck.
- Peperomia guayaquilensis (Miq.) C. DC.
- Peperomia guttulata Sodiro
- Peperomia hernandiifolia (Vahl) A. Dietr.
- Peperomia hesperomannii Wawra
- Peperomia hirtipetiola C. DC.
- Peperomia hoffmannii C. DC.
- Peperomia humilis A. Dietr.
- Peperomia hunteriana P.I. Forst.
- Peperomia hypoleuca Miq.
- Peperomia incana (Haw.) A. Dietr.
- Peperomia inconspicua C. DC.
- Peperomia involucrata Sodiro
- Peperomia kamerunana C. DC.
- Peperomia kipahuluensis St. John & C. Lamoureux
- Peperomia kokeana Yuncker
- Peperomia laevifolia (Blume) Miq.
- Peperomia latifolia Miq.
- Peperomia lehmannii C. DC.
- Peperomia leucanthera C. DC.
- Peperomia leucorrhachis Sodiro ex C. DC.
- Peperomia ligustrina Hbd.
- Peperomia litana Trel. & Yunck.
- Peperomia macraeana C. DC.
- Peperomia maculosa (L.) Hook.
- Peperomia magnoliifolia (Jacq.) A. Dietr.
- Peperomia margaritifera Bertero ex Hook.
- Peperomia mariannensis C. DC.
- Peperomia mauiensis Wawra
- Peperomia maxonii C. DC.
- Peperomia megalopoda Trel.
- Peperomia membranacea Hook. & Arn.
- Peperomia micromerioides Sodiro
- Peperomia millei Sodiro
- Peperomia mitchelioides Sodiro
- Peperomia myrtifolia (Vahl) A. Dietr.
- Peperomia nivalis Miq.
- Peperomia nudifolia C. DC.
- Peperomia oahuensis C. DC.
- Peperomia obovatilimba C. DC.
- Peperomia obtusifolia (L.) A. Dietr.
- Peperomia orba Bunting
- Peperomia pachydermis C. DC.
- Peperomia pachystachya C. DC.
- Peperomia paradoxa Diels
- Peperomia parvilimba C. DC.
- Peperomia parvulifolia Trel.
- Peperomia pellucida (L.) Kunth
- Peperomia peploides Kunth
- Peperomia pereskiifolia (Jacq.) Kunth
- Peperomia persuculenta Yunck.
- Peperomia persulcata Yunck.
- Peperomia petiolata Hook. f.
- Peperomia petraea C. DC.
- Peperomia pichinchae C. DC.
- Peperomia pilicaulis C. DC.
- Peperomia polybotrya Kunth
- Peperomia polystachya (L.) Hook.
- Peperomia porphyridea Diels
- Peperomia portoricensis Urb.

Peperomia prostata
- Peperomia pseudoestrellensis C. DC.
- Peperomia pseudopereskiifolia C. DC.
- Peperomia puberulilimba C. DC.
- Peperomia pululaguana C. DC.
- Peperomia quadrifolia (L.) Kunth
- Peperomia remyi C. DC.
- Peperomia rhombea Ruiz & Pavón
- Peperomia robustior Urb.
- Peperomia rockii C. DC.
- Peperomia rossii Rendle ex Baker
- Peperomia rotundifolia (L.) Kunth
- Peperomia rubropunctulata C. DC.
- Peperomia rupicola C. DC.
- Peperomia salangonis Trel. & Yunck.
- Peperomia sandwicensis Miq.
- Peperomia scandens Ruiz & Pav.
- Peperomia scutellariifolia Sodiro
- Peperomia septentrionalis S. Brown
- Peperomia serpens (Sw.) Loudon
- Peperomia simplex Desv. ex Buch.-Ham.
- Peperomia sintenisii C. DC.
- Peperomia skottsbergii C. DC. ex Skottsb.
- Peperomia stenostachya C. DC.
- Peperomia subblanda C. DC.
- Peperomia subdiscoidea Sodiro
- Peperomia subpetiolata Yuncker
- Peperomia tablahuasiana C. DC.
- Peperomia tenella (Sw.) A. Dietr.
- Peperomia tetraphylla (G. Forst.) Hook. & Arn.
- Peperomia thienii Yunck.
- Peperomia thomeana C. DC.
- Peperomia tuberculata Yunck.
- Peperomia tuerckheimii C. DC.
- Peperomia udimontana Trel. & Yunck.
- Peperomia urocarpa Fisch. & C.A. Mey.
- Peperomia urvilleana A. Rich.
- Peperomia valladolidana Yunck.
- Peperomia wheeleri Britton
- Peperomia wibomii Yunck.
- Peperomia williamsii C. DC.
- Peperomia yabucoana Urb. & DC.

Selon ITIS (16 mai 2022) :
- Peperomia alata Ruiz & Pav.
- Peperomia alternifolia Yunck.
- Peperomia amplexicaulis (Sw.) A. Dietr.
- Peperomia angustata Kunth
- Peperomia blanda (Jacq.) Kunth
- Peperomia cogniauxii Urb.
- Peperomia cookiana C. DC.
- Peperomia degeneri Yunck.
- Peperomia dendrophila Schltdl.
- Peperomia distachya (L.) A. Dietr.
- Peperomia eekana C. DC.
- Peperomia ellipticibacca C. DC.
- Peperomia emarginella (Sw. ex Wikstr.) C. DC.
- Peperomia expallescens C. DC.
- Peperomia glabella (Sw.) A. Dietr.
- Peperomia globulanthera C. DC.
- Peperomia hernandiifolia (Vahl) A. Dietr.
- Peperomia hesperomannii Wawra
- Peperomia hirtipetiola C. DC.
- Peperomia humilis A. Dietr.
- Peperomia hypoleuca Miq.
- Peperomia kipahuluensis H. St. John & Lamoureux
- Peperomia kokeana Yunck.
- Peperomia latifolia Miq.
- Peperomia ligustrina Hillebr.
- Peperomia macraeana C. DC.
- Peperomia maculosa (L.) Hook.
- Peperomia magnoliifolia (Jacq.) A. Dietr.
- Peperomia mariannensis C. DC.
- Peperomia mauiensis Wawra
- Peperomia megalopoda Trel.
- Peperomia membranacea Hook. & Arn.
- Peperomia myrtifolia (Vahl) A. Dietr.
- Peperomia oahuensis C. DC.
- Peperomia obovatilimba C. DC.
- Peperomia obtusifolia (L.) A. Dietr.
- Peperomia parvulifolia Trel.
- Peperomia pellucida (L.) Kunth
- Peperomia pereskiifolia (Jacq.) Kunth
- Peperomia polystachya (Ait.) Hook.
- Peperomia portoricensis Urb.
- Peperomia quadrifolia (L.) Kunth
- Peperomia remyi C. DC.
- Peperomia rhombea Ruiz & Pav.
- Peperomia robustior Urb.
- Peperomia rockii C. DC.
- Peperomia rotundifolia (L.) Kunth
- Peperomia sandwicensis Miq.
- Peperomia serpens (Sw.) Louden
- Peperomia simplex Desv. ex Ham.
- Peperomia spathulifolia Small
- Peperomia subpetiolata Yunck.
- Peperomia tenella (Sw.) A. Dietr.
- Peperomia tetraphylla Hook. & Arn.
- Peperomia urocarpa Fisch. & C.A. Mey.
- Peperomia wheeleri Britton
- Peperomia yabucoana Urb. & C. DC.

Selon NCBI (16 mai 2022) :
- Peperomia adamsonia (F.Br.) Yunck., 1937
- Peperomia alternifolia Yunck., 1933
- Peperomia attenuata Yunck., 1936
- Peperomia bellendenkerensis Domin, 1921
- Peperomia berteroana Miq., 1843
- Peperomia cochinensis C.DC., 1914
- Peperomia cookiana C.DC., 1869
- Peperomia diaphanoides Dahlst., 1900
- Peperomia dindygulensis Miq., 1843
- Peperomia eekana C.DC., 1913
- Peperomia ellipticibacca C.DC., 1913
- Peperomia enervis F.Muell., 1891
- Peperomia erosa Hutchison ex Pino
- Peperomia expallescens C.DC., 1913
- Peperomia falcata Yunck., 1956
- Peperomia fenzlii Regel
- Peperomia flexicaulis Wawra, 1862
- Peperomia glassmanii Yunck., 1959
- Peperomia glauca
- Peperomia globulanthera C.DC., 1913
- Peperomia grantii Yunck., 1937
- Peperomia heyneana Miq., 1843
- Peperomia hirtipetiola C.DC., 1913
- Peperomia hobbitoides T.Wendt
- Peperomia hombronii C.DC., 1898
- Peperomia hybrid cultivar
- Peperomia hypoleuca Miq., 1843
- Peperomia japonica Makino, 1901
- Peperomia kipahuluensis H.St. John & Lamoureux, 1971
- Peperomia kokeana Yunck., 1933
- Peperomia langsdorffii Micropiper langsdorffii Miq., 1840
- Peperomia lasiostigma C.DC., 1909
- Peperomia latifolia Miq., 1843
- Peperomia ligustrina Hillebr., 1888
- Peperomia macraeana C.DC., 1866
- Peperomia margaritifera Bertero ex Hook., 1837
- Peperomia mauiensis Wawra, 1875
- Peperomia membranacea Hook. & Arn., 1832
- Peperomia miqueliana C.DC.
- Peperomia molleri C.DC.
- Peperomia nakaharae Hayata, 1908
- Peperomia naviculifolia Peperomia naviculaefolia Trel.
- Peperomia nitida Dahlst.
- Peperomia oahuensis C.DC., 1869
- Peperomia obovatilimba C.DC., 1813
- Peperomia orba G.S.Bunting
- Peperomia pachydermis C.DC.
- Peperomia palauensis C.DC., 1921
- Peperomia pallida A.Dietr.
- Peperomia paramuna Callejas
- Peperomia pecuniifolia Trel. & Standl.
- Peperomia pedunculata C.DC.
- Peperomia peltifolia C.DC.
- Peperomia peltoidea
- Peperomia perlongipes C.DC.
- Peperomia pilicaulis C.DC.
- Peperomia procumbens C.DC.
- Peperomia pseudofurcata C.DC.
- Peperomia pseudophyllantha Samain
- Peperomia pseudoumbilicata Yunck.
- Peperomia pseudovariegata C.DC.
- Peperomia psilophylla C.DC.
- Peperomia puberulispica C.DC.
- Peperomia quaesita Trel.
- Peperomia ratticaudata G. Mathieu
- Peperomia reineckei C.DC., 1900
- Peperomia remyi C.DC., 1898
- Peperomia reticulata Balf.f.
- Peperomia rhexiifolia Moritz ex C.DC.
- Peperomia riocaliensis Trel. & Yunck.
- Peperomia rockii C.DC., 1913
- Peperomia rotundilimba C.DC.
- Peperomia rubella Hook.
- Peperomia rubrivenosa C.DC., 1910
- Peperomia saintpauliella Grayum
- Peperomia samoensis Warb., 1898
- Peperomia saxicola C.DC.
- Peperomia scutilimba Yunck.
- Peperomia skottsbergii C.DC.ex Skottsb.
- Peperomia societatis J.W.Moore
- Peperomia stelechophila C.DC.
- Peperomia strawii Hutchison ex Pino & Klopfenstein
- Peperomia striata Ruiz & Pav.
- Peperomia subpetiolata Yunck., 1933
- Peperomia succulenta C.DC.
- Peperomia tenerrima Schltdl. & Cham.
- Peperomia tetragona Ruiz & Pav.
- Peperomia theodorii Trel.
- Peperomia ticunhuayana Trel.
- Peperomia tlapacoyensis C.DC.
- Peperomia tomentella Trel. & Yunck.
- Peperomia tovariana C.DC.
- Peperomia trichophylla Baker
- Peperomia trinervis Ruiz & Pav., 1798
- Peperomia trollii Hutchison & Rauh
- Peperomia truncigaudens DC.
- Peperomia tuerckheimii C.DC.
- Peperomia ubate-susanensis Yunck.
- Peperomia urocarpoides C.DC.
- Peperomia velutina Linden & Andre
- Peperomia verticillata (L.) A.Dietr., 1831
- Peperomia vulcanica Baker & C.H.Wright
- Peperomia wolfgang-krahnii Rauh

Selon The Plant List (16 mai 2022) :
- Peperomia abbreviatipes Trel. & Yunck.
- Peperomia abnormis Trel.
- Peperomia abyssinica Miq.
- Peperomia aceramarcana Trel.
- Peperomia aceroana C. DC.
- Peperomia acreana C. DC.
- Peperomia acuminata Ruiz & Pav.
- Peperomia acutifolia C. DC.
- Peperomia adenocarpa C. DC.
- Peperomia adscendens C.DC.
- Peperomia adsurgens Yunck.
- Peperomia aerea Trel.
- Peperomia agitata Trel. & Standl.
- Peperomia aguabonitensis Yunck.
- Peperomia aguaditana Trel. & Yunck.
- Peperomia aguilae Trel. & Yunck.
- Peperomia ainana Trel.
- Peperomia alata Ruiz & Pav.
- Peperomia alatiscapa Trel.
- Peperomia albert-smithii Trel. & Yunck.
- Peperomia albidiflora C. DC.
- Peperomia albonervosa G. Mathieu
- Peperomia albovittata C. DC.
- Peperomia aldrinii Villa
- Peperomia alegrensis Yunck.
- Peperomia alibacophylla Trel. & Yunck.
- Peperomia alismaefolia C. Presl
- Peperomia alpina (Sw.) A.Dietr.
- Peperomia alternifolia Yunck.
- Peperomia alwynii R. Callejas P. & Betancur
- Peperomia ambiguifolia Trel. & Yunck.
- Peperomia amnicola Trel.
- Peperomia amphitricha Trel.
- Peperomia amphoricarpa Trel.
- Peperomia ampla (Trel.) G. Mathieu
- Peperomia amplexicaulis (Sw.) A. Dietr.
- Peperomia andicola Dahlst.
- Peperomia andrei C. DC.
- Peperomia angustata Kunth
- Peperomia anomala Sodiro
- Peperomia antoniana Trel.
- Peperomia apiahyensis Yunck.
- Peperomia apodophylla Trel. & Yunck.
- Peperomia apodostachya Yunck.
- Peperomia apurimacana Trel.
- Peperomia arabica Miq.
- Peperomia arboricola C. DC.
- Peperomia arborigaudens Trel.
- Peperomia arboriseda C. DC.
- Peperomia arbuscula Yunck.
- Peperomia arctebaccata Trel.
- Peperomia arcuatispica Trel.
- Peperomia arenillasensis Yunck.
- Peperomia areolata Trel.
- Peperomia argenteobracteata Trel. & Yunck.
- Peperomia argumentos Trel.
- Peperomia argyreia (Hook.f.) E.Morren
- Peperomia argyroneura Lauterb. & K. Schum.
- Peperomia arifolia Miq.
- Peperomia arifolioides Yunck.
- Peperomia aristeguietae Steyerm.
- Peperomia armadana C. DC.
- Peperomia armondii Yunck.
- Peperomia armstrongii Villa
- Peperomia aroensis Steyerm.
- Peperomia arthurii Trel. & Yunck.
- Peperomia asarifolia Schltdl.
- Peperomia asperula Hutchison & Rauh
- Peperomia asplundii Yunck.
- Peperomia asterophylla Trel.
- Peperomia astyla Trel.
- Peperomia augescens Miq.
- Peperomia aurorana Trel. & Standl.
- Peperomia austin-smithii W.C. Burger
- Peperomia ayacuchana Trel.
- Peperomia bajana Trel. & Yunck.
- Peperomia balansana C.DC.
- Peperomia balfourii C.DC.
- Peperomia bangii C. DC.
- Peperomia bangrooana C.DC.
- Peperomia barbarana C.DC.
- Peperomia barbaranoides Yunck.
- Peperomia barbensis (Dahlst.) Trel.
- Peperomia barbinodis Trel.
- Peperomia barbulata (C. DC.) R. Callejas P.
- Peperomia baroni Baker
- Peperomia barryana R. Callejas P.
- Peperomia basiradicans G. Mathieu
- Peperomia bella Yunck.
- Peperomia bellatula Yunck.
- Peperomia berlandieri Miq.
- Peperomia bermudezana Trel.
- Peperomia bernieriana Miq.
- Peperomia bernouillii C.DC.
- Peperomia berryi Steyerm.
- Peperomia berteroana Miq.
- Peperomia biamenta Trel. & Yunck.
- Peperomia bicolor Sodiro
- Peperomia biformis C. DC.
- Peperomia bilobulata C. DC.
- Peperomia blackii Yunck.
- Peperomia blanda (Jacq.) Kunth
- Peperomia blephariphylla Trel. & Yunck.
- Peperomia blepharipus Trel.
- Peperomia boekei R. Callejas P.
- Peperomia boivinii C. DC.
- Peperomia bopiana Trel.
- Peperomia borbonense C. DC.
- Peperomia borburatensis Steyerm.
- Peperomia botterii C. DC.
- Peperomia bourgeaui C. DC.
- Peperomia brachytricha Baker
- Peperomia bracteata A.W. Hill
- Peperomia bracteispica Trel.
- Peperomia bradei Yunck.
- Peperomia brasiliensis (Miq.) Miq.
- Peperomia brevihirtella Yunck.
- Peperomia brevipeduncula (C. DC.) Trel.
- Peperomia brevipes (Benth.) C. DC.
- Peperomia brevispica C. DC.
- Peperomia brittonii C. DC.
- Peperomia brujensis R. Callejas P.
- Peperomia buchtienii Yunck.
- Peperomia buxifolia Sodiro
- Peperomia cacaophila Trel. & Yunck.
- Peperomia cachabiana C. DC.
- Peperomia caducifolia Trel.
- Peperomia caducipilosa Trel.
- Peperomia caespitosa C. DC.
- Peperomia cainarachiana Yunck.
- Peperomia calderoniae Barrios, Cota & Medina-Cota
- Peperomia caliginigaudens Trel. & Yunck.
- Peperomia calvescens Trel.
- Peperomia calvicaulis C.DC.
- Peperomia cambuquirana Trel.
- Peperomia campanum R. Callejas P.
- Peperomia campinasana C. DC.
- Peperomia camptotricha Miq.
- Peperomia canaminana Trel.
- Peperomia candelaber Trel.
- Peperomia candida Miq.
- Peperomia cangrejalana Trel.
- Peperomia caniana Trel.
- Peperomia caperata Yunck.
- Peperomia caraboboensis Steyerm. & Bunting
- Peperomia cardenasii Trel.
- Peperomia carnevalii Steyerm.
- Peperomia carnifolia Yunck.
- Peperomia carpapatana Trel.
- Peperomia carpinterana C.DC.
- Peperomia carrapana Trel.
- Peperomia casapiana C. DC.
- Peperomia castelosensis Yunck.
- Peperomia catharinae Miq.
- Peperomia caucana C. DC.
- Peperomia caudulilimba C. DC.
- Peperomia cavaleriei C. DC.
- Peperomia cavispicata G. Mathieu
- Peperomia celiae Yunck.
- Peperomia cerea Trel.
- Peperomia ceroderma Yunck.
- Peperomia chachapoyasensis C. DC.
- Peperomia chalhuapuquiana Trel.
- Peperomia chanchamayana Trel.
- Peperomia chapensis Steyerm.
- Peperomia chicamochana Trel. & Yunck.
- Peperomia chigorodoana Yunck.
- Peperomia chimboana C. DC.
- Peperomia chlorodisca Diels
- Peperomia choritana Trel.
- Peperomia choroniana C.DC.
- Peperomia chromatogena Yunck.
- Peperomia chrysleri Yunck.
- Peperomia chrysolepida Trel.
- Peperomia ciliaris C. DC.
- Peperomia ciliatifolia Trel.
- Peperomia ciliato-caespitosa M. Carvalho-Silva & E.F. Guim.
- Peperomia cilibractea C. DC.
- Peperomia ciliolibractea C. DC.
- Peperomia ciliosa C. DC.
- Peperomia circinnata Link
- Peperomia cladara Yunck.
- Peperomia claudii C. DC.
- Peperomia claussenii Yunck.
- Peperomia clavatispica Trel. & Yunck.
- Peperomia claytonioides Kunth
- Peperomia clivicola Yunck.
- Peperomia clivigaudens Yunck.
- Peperomia clusiifolia (Jacq.) Hook.
- Peperomia coatzalcoalcosensis Trel.
- Peperomia cobana C.DC.
- Peperomia cocleana Trel.
- Peperomia cogniauxii Urb.
- Peperomia collinsii Villa
- Peperomia coloniae Trel.
- Peperomia colorata Kunth
- Peperomia columella Rauh & Hutchison
- Peperomia columnaris Hutchison
- Peperomia comaltitlanensis R. Callejas P.
- Peperomia comarapana C. DC.
- Peperomia commersonii Baill.
- Peperomia concava Ruiz & Pav.
- Peperomia confertispica Trel.
- Peperomia congerro Trel. & Yunck.
- Peperomia congesta Kunth
- Peperomia congestispica Trel.
- Peperomia congona Sodiro
- Peperomia connixa Trel. & Yunck.
- Peperomia consoquitlana C. DC.
- Peperomia conturbans Trel. & Yunck.
- Peperomia cookiana C. DC.
- Peperomia coquimbensis Skottsb.
- Peperomia cordata Trel. & Yunck.
- Peperomia cordigera Dahlst.
- Peperomia cordovana C. DC.
- Peperomia cordulata C. DC.
- Peperomia cordulatiformis Trel.
- Peperomia cordulilimba C. DC.
- Peperomia cornifolia C. DC.
- Peperomia coroicoensis Yunck.
- Peperomia cotoneasterifolia Trel.
- Peperomia cotyledon Benth.
- Peperomia cowanii Yunck.
- Peperomia cranwelliae Yunck.
- Peperomia crassicaulis Fawc. & Rendle
- Peperomia crassulaecaulis Trel.
- Peperomia crinicaulis C. DC.
- Peperomia crinigera Trel.
- Peperomia crispa Sodiro
- Peperomia crispipetiola Trel.
- Peperomia croizatiana Steyerm.
- Peperomia crotalophora Trel.
- Peperomia cruentata Trel.
- Peperomia crusculibacca Trel.
- Peperomia crypticola C. DC.
- Peperomia cryptostachya Trel. & Yunck.
- Peperomia crystallina Ruiz & Pav.
- Peperomia cubugonana Trel. & Yunck.
- Peperomia cuchumatanica Véliz
- Peperomia cumbreana Trel. & Yunck.
- Peperomia cumulicola Small
- Peperomia cundinamarcana Trel. & Yunck.
- Peperomia cuprea Trel.
- Peperomia currucaeformis Trel.
- Peperomia curticaulis Trel.
- Peperomia curtipes Trel.
- Peperomia cushiana Trel.
- Peperomia cusilluyocana Trel.
- Peperomia cuspidilimba C. DC.
- Peperomia cyclaminoides A.W. Hill
- Peperomia cyclophylla Miq.
- Peperomia daguana Trel. & Yunck.
- Peperomia dahlstedtii C. DC.
- Peperomia darienensis R. Callejas P.
- Peperomia dasystachya Miq.
- Peperomia dauleana C. DC.
- Peperomia davidsonii Yunck.
- Peperomia dawsonii Trel.
- Peperomia debilipes Trel.
- Peperomia deceptrix Trel.
- Peperomia decora Dahlst.
- Peperomia decurrens C.DC.
- Peperomia deficiens Trel.
- Peperomia defluens Trel.
- Peperomia defoliata C. DC.
- Peperomia degeneri Yunck.
- Peperomia delascioi Steyerm.
- Peperomia delicatula Henschen
- Peperomia dendrophila Schltdl.
- Peperomia densifolia C. DC.
- Peperomia denticularis Dahl
- Peperomia dependens Ruiz & Pav.
- Peperomia deppeana Schltdl. & Cham.
- Peperomia dextrilaeva H. St. John
- Peperomia diaphanoides Dahlst.
- Peperomia dichotoma Regel
- Peperomia digitinervia Trel.
- Peperomia dimota Trel. & Yunck.
- Peperomia discifolia Sodiro
- Peperomia discilimba Trel. & Yunck.
- Peperomia disjunctiflora Yunck.
- Peperomia distachya (L.) A.Dietr.
- Peperomia divaricata Yunck.
- Peperomia doellii Phil.
- Peperomia dolabella Rauh & Kimnach
- Peperomia dolabriformis Kunth
- Peperomia donaguiana C. DC.
- Peperomia donnell-smithii C.DC.
- Peperomia dorstenioides Standl. & Steyerm.
- Peperomia drapeta Trel.
- Peperomia dryadum C. DC.
- Peperomia duartei Yunck.
- Peperomia dubia Balle
- Peperomia duendensis Yunck.
- Peperomia duidana Trel.
- Peperomia durandii C.DC.
- Peperomia duricaulis Trel.
- Peperomia dusenii C. DC.
- Peperomia ebingeri Yunck.
- Peperomia eburnea Sodiro
- Peperomia ecuadorensis C. DC.
- Peperomia eekana C. DC.
- Peperomia effusa Yunck.
- Peperomia efimbriata Trel.
- Peperomia egleri Yunck.
- Peperomia elata C.DC.
- Peperomia elatior G. Mathieu
- Peperomia elegans C. DC.
- Peperomia elegantifolia Trel.
- Peperomia elliptica (Lam.) A. Dietr.
- Peperomia ellipticibacca C. DC.
- Peperomia ellipticorhombea C. DC.
- Peperomia ellsworthii Trel. & Yunck.
- Peperomia elongata Kunth
- Peperomia elsana Trel. & Yunck.
- Peperomia emarginella (Sw. ex Wikstr.) C.DC.
- Peperomia emarginulata C.DC.
- Peperomia emiliana C.DC.
- Peperomia enantiostachya C.DC.
- Peperomia enckeaefolia Trel.
- Peperomia endlichii C. DC.
- Peperomia enenyasensis Trel.
- Peperomia epidendron C. DC.
- Peperomia epipetrica R. Callejas P.
- Peperomia eripipunctulata Trel.
- Peperomia erythroclada C. DC.
- Peperomia erythrocorma Trel.
- Peperomia erythrostachya Trel.
- Peperomia esmeraldana C. DC.
- Peperomia esperanzana Trel.
- Peperomia espinosae Yunck.
- Peperomia estaminea C. DC.
- Peperomia estrellana Trel.
- Peperomia ewanii Trel. & Yunck.
- Peperomia exclamationis G. Mathieu
- Peperomia exigua (Blume) Miq.
- Peperomia exiguispica Trel.
- Peperomia exilamenta Trel.
- Peperomia exiliramea Trel.
- Peperomia expallescens C.DC.
- Peperomia fagerlindii Yunck.
- Peperomia falanana Trel. & Yunck.
- Peperomia falconensis Steyerm.
- Peperomia falsa A.W. Hill
- Peperomia famelica Trel.
- Peperomia farctifolia Trel. & Yunck.
- Peperomia fendleriana C.DC.
- Peperomia fernandeziana Miq.
- Peperomia fernandopoiana C. DC.
- Peperomia ferreyrae Yunck.
- Peperomia ficta Trel.
- Peperomia fiebrigii C. DC.
- Peperomia filicaulis C. DC.
- Peperomia filiformis Ruiz & Pav.
- Peperomia fissicola Trel.
- Peperomia fissispica Trel.
- Peperomia flabilis Trel.
- Peperomia flavamenta Trel.
- Peperomia flavescens C. DC.
- Peperomia flavescentifolia Trel.
- Peperomia flexicaulis Wawra
- Peperomia floresensis Trel.
- Peperomia floribunda (Miq.) Dahlst.
- Peperomia fluviatilis Yunck.
- Peperomia foliata Trel.
- Peperomia foliiflora Ruiz & Pav.
- Peperomia foliosa Kunth
- Peperomia folsomii R. Callejas P.
- Peperomia forbesii Yunck.
- Peperomia fortipes Trel.
- Peperomia fournieri C. DC.
- Peperomia foveolata Steyerm.
- Peperomia fragilis Yunck.
- Peperomia fragilissima Trel.
- Peperomia fragrans C.DC.
- Peperomia fragrantissima Trel. & Yunck.
- Peperomia fraseri C. DC.
- Peperomia friabilis Trel.
- Peperomia fruticetorum C. DC.
- Peperomia fugax C. DC.
- Peperomia fulvescens Yunck.
- Peperomia fundacionensis Steyerm.
- Peperomia furcata Opiz
- Peperomia fuscipunctata Yunck.
- Peperomia fuscispica C. DC.
- Peperomia gabinetensis Trel. & Yunck.
- Peperomia galeottiana Hook.
- Peperomia galeottii Miq.
- Peperomia galioides Kunth
- Peperomia garcia-barrigana Trel. & Yunck.
- Peperomia gardneriana Miq.
- Peperomia gaultheriifolia Sodiro
- Peperomia gayi C. DC.
- Peperomia gehrigeri Trel. & Yunck.
- Peperomia gentryi Steyerm.
- Peperomia gerardoi R. Callejas P.
- Peperomia gibba C. DC.
- Peperomia glabella (Sw.) A.Dietr.
- Peperomia glabrilimba C. DC.
- Peperomia glabrirhachis Trel.
- Peperomia glandulosa C. DC.
- Peperomia glareosa Trel.
- Peperomia glazioui C. DC.
- Peperomia gleicheniiformis Trel.
- Peperomia globosibacca C. DC.
- Peperomia globulanthera C.DC.
- Peperomia gorgonillana Trel. & Yunck.
- Peperomia gracieana Görts
- Peperomia gracilicaulis Yunck.
- Peperomia gracilis C. DC.
- Peperomia gracillima S. Watson
- Peperomia granulata Trel. & Yunck.
- Peperomia granulatifolia Trel.
- Peperomia granulatilimba Trel.
- Peperomia granulosa Trel.
- Peperomia graveolens Rauh & Barthlott
- Peperomia griggsii C. DC.
- Peperomia grisarii C. DC.
- Peperomia guadalupana Trel. & Yunck.
- Peperomia guaiquinimana Trel. & Yunck.
- Peperomia guapilesiana Trel.
- Peperomia guarujana C.DC.
- Peperomia guatemalensis C.DC. ex Donn.Sm.
- Peperomia guayaquilensis (Miq.) C. DC.
- Peperomia guayrapurana Trel.
- Peperomia gucayana Trel.
- Peperomia gutierrezana Yunck.
- Peperomia guttulata Sodiro
- Peperomia gymnophylla C.DC.
- Peperomia hadrostachya Yunck.
- Peperomia haematolepis Trel.
- Peperomia haenkeana Opiz
- Peperomia hamiltonianifolia Trel.
- Peperomia hammelii Grayum
- Peperomia hartmannii C. DC.
- Peperomia hartwegiana Miq.
- Peperomia haughtii Trel. & Yunck.
- Peperomia haupuensis St.John
- Peperomia hawaiensis C. DC.
- Peperomia hebetata Trel. & Yunck.
- Peperomia helleri C. DC.
- Peperomia hemmendorffii Yunck.
- Peperomia hernandiifolia (Vahl) A.Dietr.
- Peperomia herrerae Trel.
- Peperomia herzogii C. DC.
- Peperomia hesperomannii Wawra
- Peperomia heterodoxa Standl. & Steyerm.
- Peperomia heterophylla Miq.
- Peperomia heterostachya A. Dietr.
- Peperomia heyneana Miq.
- Peperomia hilariana Miq.
- Peperomia hildebrandtii Vatke ex C. DC.
- Peperomia hillii Trel.
- Peperomia hintonii Yunck.
- Peperomia hirta C.DC.
- Peperomia hirtellicaulis Yunck.
- Peperomia hirtipeduncula C. DC.
- Peperomia hirtipetiola C. DC.
- Peperomia hispidosa Dahlst.
- Peperomia hispidula (Sw.) A.Dietr.
- Peperomia hispiduliformis Trel.
- Peperomia hodgei Yunck.
- Peperomia hoffmannii C. DC.
- Peperomia hondoana Trel. & Standl.
- Peperomia honigii Steyerm.
- Peperomia huacapistanana Trel.
- Peperomia huallagana Trel.
- Peperomia huantana Trel.
- Peperomia huanucoana Trel.
- Peperomia huatuscoana C. DC.
- Peperomia huberi C. DC.
- Peperomia humifusa Yunck.
- Peperomia humulariefolia Kunth
- Peperomia hutchisonii Yunck.
- Peperomia hydnostachya (Trel.) R. Callejas P.
- Peperomia hydrocotyloides Miq.
- Peperomia hygrophiloides C.DC.
- Peperomia hylophila C.DC.
- Peperomia hypoleuca Miq.
- Peperomia hyporhoda Trel.
- Peperomia ibiramana Yunck.
- Peperomia ilaloensis Sodiro
- Peperomia imbracteata Yunck.
- Peperomia imerinae C. DC.
- Peperomia immolata Trel. & Yunck.
- Peperomia inaequalifolia Ruiz & Pav.
- Peperomia inaequalilimba C. DC.
- Peperomia inaequilatera Trel.
- Peperomia incana (Haw.) A. Dietr.
- Peperomia incisa Trel.
- Peperomia incognita R. Callejas P.
- Peperomia inconspicua C. DC.
- Peperomia induratifolia Trel.
- Peperomia infralutea Trel. & Yunck.
- Peperomia insueta Trel.
- Peperomia involucrata Sodiro
- Peperomia itatiaiana Yunck.
- Peperomia itayana Trel.
- Peperomia jaliscana S. Watson
- Peperomia jamesoniana (Miq.) C.DC.
- Peperomia josei Yunck.
- Peperomia juniniana Trel.
- Peperomia juruana C. DC.
- Peperomia kalihiana Yunck.
- Peperomia kalimatina C. DC.
- Peperomia kamerunana C. DC.
- Peperomia killipii Trel.
- Peperomia kipahuluensis H. St. John & Lamoureux
- Peperomia klotzschiana Miq.
- Peperomia klugiana Trel. & Yunck.
- Peperomia kokeana Yunck.
- Peperomia koolauana C. DC.
- Peperomia kulensis Yunck.
- Peperomia kuntzei C. DC.
- Peperomia la-sierrana Trel. & Yunck.
- Peperomia laevifolia (Blume) Miq.
- Peperomia lanceolata C.DC.
- Peperomia lanceolatopeltata C.DC.
- Peperomia lancifolia Hook.
- Peperomia lancifolioidea W.C. Burger
- Peperomia lanosa Trel.
- Peperomia latifolia Miq.
- Peperomia latilimba Yunck.
- Peperomia lawrancei Trel. & Yunck.
- Peperomia laxiflora Kunth
- Peperomia lehmannii C. DC.
- Peperomia lepadiphylla Trel.
- Peperomia leptostachya Hook. & Arn.
- Peperomia leucanthera C. DC.
- Peperomia leuconeura Trel.
- Peperomia leucorrhachis Sodiro ex C. DC.
- Peperomia leucostachya C. DC.
- Peperomia liebmannii C. DC.
- Peperomia liesneri Steyerm.
- Peperomia lignescens C.DC.
- Peperomia ligustrina Hillebr.
- Peperomia liliifolia C. DC.
- Peperomia lilloi C.DC.
- Peperomia linaresii Véliz
- Peperomia lindeniana Miq.
- Peperomia lindleyana DC.
- Peperomia litana Trel. & Yunck.
- Peperomia loefgrenii Yunck.
- Peperomia longibracteolata R. Callejas P.
- Peperomia longipedunculata Opiz
- Peperomia longipetiolata Trel. & Yunck.
- Peperomia longipila C. DC.
- Peperomia longisetosa R. Callejas P.
- Peperomia lorentzii C. DC. ex Kuntze
- Peperomia loucoubeana C. DC.
- Peperomia loxensis Kunth
- Peperomia luisana Trel. & Standl.
- Peperomia lyallii C. DC.
- Peperomia lyman-smithii Yunck.
- Peperomia macbrideana Trel.
- Peperomia macraeana C. DC.
- Peperomia macrandra C. DC.
- Peperomia macrorhiza Kunth
- Peperomia macrorostrum R. Callejas P.
- Peperomia macrostachya (Vahl) A.Dietr.
- Peperomia macrothyrsa Miq.
- Peperomia macrotricha C. DC.
- Peperomia maculosa (L.) Hook.
- Peperomia magnoliifolia (Jacq.) A.Dietr.
- Peperomia maguirei Yunck.
- Peperomia majalis Trel.
- Peperomia mala Trel.
- Peperomia mameiana C. DC.
- Peperomia manabina C. DC.
- Peperomia manarae Steyerm.
- Peperomia mandioccana Miq.
- Peperomia mandonii C. DC.
- Peperomia mapulehuana Yunck.
- Peperomia marahuacensis Steyerm.
- Peperomia maransara Trel.
- Peperomia marcapatana Trel.
- Peperomia marcoana C. DC.
- Peperomia margaritifera Bertero ex Hook.
- Peperomia marginata Miq.
- Peperomia marmorata Hook. f.
- Peperomia marshalliana Trel.
- Peperomia martiana Miq.
- Peperomia mathewsiana Miq.
- Peperomia matlalucaensis C.DC.
- Peperomia mauiensis Wawra
- Peperomia maunakeana C. DC.
- Peperomia maypurensis Kunth
- Peperomia megalepis Trel.
- Peperomia megalopoda Trel.
- Peperomia megapoda Trel.
- Peperomia megapotamica Dahlst.
- Peperomia membranacea Hook. & Arn.
- Peperomia mercedana C. DC.
- Peperomia meridana Yunck.
- Peperomia mesitasana Trel. & Yunck.
- Peperomia metallica Linden & Rodigas
- Peperomia metapalcoensis C. DC.
- Peperomia metcalfii Trel. & Yunck.
- Peperomia microlepis Trel.
- Peperomia micromamillata Trel.
- Peperomia micromerioides Sodiro
- Peperomia microphylla Kunth
- Peperomia microphyllophora Trel. & Yunck.
- Peperomia millei Sodiro
- Peperomia milvifolia Trel.
- Peperomia minarum Standl. & Steyerm.
- Peperomia minensis Henschen
- Peperomia minuta A.W. Hill
- Peperomia miqueliana C. DC.
- Peperomia mishuyacana Trel.
- Peperomia misionense Yunck.
- Peperomia mitchelioides Sodiro
- Peperomia mocoana Yunck.
- Peperomia mocquerysi C. DC.
- Peperomia modicilimba C. DC.
- Peperomia molleri C.DC.
- Peperomia mollipubis Trel.
- Peperomia mollis Kunth
- Peperomia mollisoides Yunck.
- Peperomia monospicata R. Callejas P.
- Peperomia monostachya Ruiz & Pav.
- Peperomia montana C. DC.
- Peperomia montecristana Trel.
- Peperomia monticola Miq.
- Peperomia montis-verticis Trel.
- Peperomia montium C.DC.
- Peperomia moralesii Véliz
- Peperomia morungavana Yunck.
- Peperomia mosenii Dahlst.
- Peperomia muelleri C. DC.
- Peperomia multifolia Yunck.
- Peperomia multiformis Trel.
- Peperomia multispica C. DC.
- Peperomia muscigaudens C. DC.
- Peperomia muscipara Trel. & Yunck.
- Peperomia myrtifolia (Vahl) A. Dietr.
- Peperomia naevifolia Trel.
- Peperomia nakaharai Hayata
- Peperomia nana C. DC.
- Peperomia naviculaefolia Trel.
- Peperomia neblinana Yunck.
- Peperomia nebuligaudens Trel.
- Peperomia nequejahuirana Trel.
- Peperomia nigricans Trel.
- Peperomia nigro-ungulata Trel. & Yunck.
- Peperomia nigrooculata Trel.
- Peperomia nitida Dahlst.
- Peperomia nivalis Miq.
- Peperomia nizaitoensis C. DC.
- Peperomia nonalata Trel.
- Peperomia nonhispidula Trel.
- Peperomia nossibeana C. DC.
- Peperomia nudicaulis C. DC.
- Peperomia nudifolia C. DC.
- Peperomia nummularioides Griseb.
- Peperomia oahuensis C. DC.
- Peperomia obcordata C. Presl
- Peperomia obcordatifolia Trel.
- Peperomia obex Trel.
- Peperomia obliqua Ruiz & Pav.
- Peperomia obovalifolia R. Callejas P.
- Peperomia obovalis Trel. & Yunck.
- Peperomia obruenda Trel.
- Peperomia obscurifolia C.DC.
- Peperomia obtusifolia (L.) A.Dietr.
- Peperomia occulta G. Mathieu
- Peperomia ocumarana Trel. & Yunck.
- Peperomia oerstedii C. DC.
- Peperomia olivacea C.DC.
- Peperomia ollantaitambona Trel.
- Peperomia opiziana A. Dietr.
- Peperomia oreophila Henschen
- Peperomia oscarii Trel. & Yunck.
- Peperomia ouabianae C.DC.
- Peperomia ovatopeltata C. DC.
- Peperomia oxyphylla C. DC.
- Peperomia pachiteana Trel.
- Peperomia pachystachya C. DC.
- Peperomia painteri Trel.
- Peperomia pakipski C. DC.
- Peperomia palcana C. DC.
- Peperomia palmana C.DC.
- Peperomia palmiriensis C. DC.
- Peperomia pampalcana Trel.
- Peperomia pandiana C. DC.
- Peperomia papantlacensis C. DC.
- Peperomia papillispica C.DC.
- Peperomia paradoxa Diels
- Peperomia paramuna R. Callejas P.
- Peperomia parasitica C. DC.
- Peperomia parcifolia C. DC.
- Peperomia pariensis Steyerm.
- Peperomia parnassiifolia Miq.
- Peperomia parryana Trel.
- Peperomia parva Trel.
- Peperomia parvifolia C. DC.
- Peperomia parvilimba C. DC.
- Peperomia parvipunctulata Trel.
- Peperomia parvula Hillebr.
- Peperomia pascuicola C.DC.
- Peperomia patula C.DC.
- Peperomia pavoniana C. DC.
- Peperomia pearcei Trel.
- Peperomia pecuniifolia Trel. & Standl.
- Peperomia pedicellata Dahlst.
- Peperomia pellucida (L.) Kunth
- Peperomia pellucidoides Yunck.
- Peperomia peltaphylla Trel. & Yunck.
- Peperomia peltifolia C. DC.
- Peperomia peltigera C. DC.
- Peperomia peltilimba C.DC. ex Trel.
- Peperomia peltoidea Kunth
- Peperomia pendulicaulis C. DC.
- Peperomia penduliramea Yunck.
- Peperomia pentadactyla Yunck.
- Peperomia peploides Kunth
- Peperomia percalvescens Trel.
- Peperomia perciliata Yunck.
- Peperomia pereirae Yunck.
- Peperomia pereneana Trel.
- Peperomia pereskiifolia (Jacq.) Kunth
- Peperomia perforata Opiz
- Peperomia perglandulosa Yunck.
- Peperomia perhispidula C. DC.
- Peperomia perlongicaulis Yunck.
- Peperomia perlongipedunculata Trel. & Yunck.
- Peperomia perlongispica Yunck.
- Peperomia pernambucensis Miq.
- Peperomia persuculenta Yunck.
- Peperomia persulcata Yunck.
- Peperomia pertomentella Trel.
- Peperomia peruviana Dahlst.
- Peperomia petiolata Hook. f.
- Peperomia petraea C. DC.
- Peperomia petrophila C.DC.
- Peperomia philipsonii Yunck.
- Peperomia phyllantha Opiz
- Peperomia phyllanthopsis Trel. & Yunck.
- Peperomia pichinchae C. DC.
- Peperomia pichisensis Trel.
- Peperomia pilicaulis C. DC.
- Peperomia pilifera Trel.
- Peperomia pilipetiolata R. Callejas P.
- Peperomia pillahuatana Trel.
- Peperomia pilosa Ruiz & Pav.
- Peperomia pinedoana Trel.
- Peperomia pitiguayana Trel.
- Peperomia pittieri C.DC.
- Peperomia playapampana Trel.
- Peperomia pleiomorpha Trel.
- Peperomia plicatifolia Trel.
- Peperomia plurispica Trel.
- Peperomia poasana C.DC.
- Peperomia pololuana Yunck.
- Peperomia polybotrya Kunth
- Peperomia polycephala Trel.
- Peperomia polymorpha Trel.
- Peperomia polystachya (Aiton) Hook.
- Peperomia pongoana Trel.
- Peperomia pontina Trel.
- Peperomia popayanensis Trel. & Yunck.
- Peperomia porphyridea Diels
- Peperomia porriginifera Trel. & Yunck.
- Peperomia portobellensis Beurl.
- Peperomia portuguesensis Steyerm.
- Peperomia portulacifolia Kunth
- Peperomia portulacoides (Lam.) Dieter.
- Peperomia potamophila R. Callejas P.
- Peperomia ppucu-ppucu Trel.
- Peperomia praematura Trel. & Yunck.
- Peperomia praeruptorum Trel.
- Peperomia praetenuis Trel.
- Peperomia pringlei C. DC.
- Peperomia procumbens C. DC.
- Peperomia profissa Trel.
- Peperomia prolifera Yunck.
- Peperomia prostrata B.S. Williams
- Peperomia pseudoalpina Trel.
- Peperomia pseudoalternifolia Trel. & Yunck.
- Peperomia pseudoasarifolia R. Callejas P.
- Peperomia pseudobcordata Yunck.
- Peperomia pseudocasarettii C.DC.
- Peperomia pseudocobana Yunck.
- Peperomia pseudoelata R. Callejas P.
- Peperomia pseudoestrellensis C. DC.
- Peperomia pseudofurcata C. DC.
- Peperomia pseudoglabella Steyerm.
- Peperomia pseudohirta R. Callejas P.
- Peperomia pseudohodgei R. Callejas P.
- Peperomia pseudomaculosa R. Callejas P.
- Peperomia pseudopereskiifolia C. DC.
- Peperomia pseudorhynchophoros C. DC.
- Peperomia pseudorufescens C. DC.
- Peperomia pseudosalicifolia Trel.
- Peperomia pseudosilvarum Yunck.
- Peperomia pseudoumbilicata Yunck.
- Peperomia pseudovariegata C. DC.
- Peperomia psilophylla C. DC.
- Peperomia psilostachya C.DC.
- Peperomia pteroneura C. DC.
- Peperomia puberula Baker
- Peperomia puberulaeformis Trel.
- Peperomia puberulibacca C. DC.
- Peperomia puberulicaulis Trel. & Yunck.
- Peperomia puberulilimba C.DC.
- Peperomia puberulipes Trel.
- Peperomia pubescentinervis Trel.
- Peperomia pubinervosa Trel.
- Peperomia pubipeduncula Yunck.
- Peperomia pubipetiola C. DC.
- Peperomia pubiramea Trel.
- Peperomia pubirhachis Yunck.
- Peperomia puerto-ospinana Trel. & Yunck.
- Peperomia pululaguana C. DC.
- Peperomia pumila Opiz
- Peperomia punctatilamina Trel. & Yunck.
- Peperomia punctulatissima Trel.
- Peperomia punicea Dahlst.
- Peperomia purpurea Ruiz & Pav.
- Peperomia purpurinervis C.DC.
- Peperomia purpurispicata R. Callejas P.
- Peperomia puteolifera Trel.
- Peperomia putlaensis G. Mathieu
- Peperomia putumayoensis Trel. & Yunck.
- Peperomia pyramidata Sodiro
- Peperomia quadrangularis (J.V.Thomps.) A.Dietr.
- Peperomia quadratifolia Trel.
- Peperomia quadricoma Trel.
- Peperomia quadrifolia (L.) Kunth
- Peperomia quaerata Trel.
- Peperomia quaesita Trel.
- Peperomia quaternata Miq.
- Peperomia questionis G. Mathieu
- Peperomia quimiriana Trel.
- Peperomia quispicanchiana Trel.
- Peperomia racemifolia Trel.
- Peperomia radicosa Yunck.
- Peperomia ramboi Yunck.
- Peperomia reflexa Kunth
- Peperomia regelii C. DC.
- Peperomia reineckei C. DC.
- Peperomia remyi C. DC.
- Peperomia renifolia Dahlst.
- Peperomia reptilis C. DC.
- Peperomia resediflora Linden & André
- Peperomia retivenulosa Yunck.
- Peperomia retropuberula Yunck.
- Peperomia retusa (L.f.) A.Dietr.
- Peperomia rhexiifolia Moritzi ex C.DC.
- Peperomia rhodophlebia Trel.
- Peperomia rhodophylla Trel.
- Peperomia rhombea Ruiz & Pav.
- Peperomia rhombeifolia Trel.
- Peperomia rhombeoelliptica Trel.
- Peperomia rhombiformis Trel.
- Peperomia rhombilimba Trel.
- Peperomia riedeliana Regel
- Peperomia rigidolimba C. DC.
- Peperomia rioblancoana Trel. & Yunck.
- Peperomia riocaliensis Trel. & Yunck.
- Peperomia riparia Yunck.
- Peperomia ripicola C.DC.
- Peperomia rizzinii Yunck.
- Peperomia robleana Trel. & Yunck.
- Peperomia robustior Urb.
- Peperomia rockii C. DC.
- Peperomia rodriguesiana Balf.f.
- Peperomia rosea Trel.
- Peperomia roseocaulis Yunck.
- Peperomia rostulatiformis Yunck.
- Peperomia rotundata Kunth
- Peperomia rotundifolia (L.) Kunth
- Peperomia rotundilimba C. DC.
- Peperomia rubea Trel.
- Peperomia rubens Trel.
- Peperomia rubescens C. DC.
- Peperomia rubramenta Trel. & Yunck.
- Peperomia rubricaulis (Nees) A.Dietr.
- Peperomia rubrifolia Trel.
- Peperomia rubrispica Trel.
- Peperomia rubrivenosa C. DC.
- Peperomia rubropunctulata C. DC.
- Peperomia rufescens C. DC.
- Peperomia rufescentifolia Trel.
- Peperomia rufispica Yunck.
- Peperomia rugata Trel.
- Peperomia rugatifolia Trel.
- Peperomia rugosa C.C. Berg, E.A. Mennega & Tolsma
- Peperomia rupiceda DC. ex A.W. Hill
- Peperomia rurrenabaqueana Trel.
- Peperomia rusbyi C. DC.
- Peperomia ruscifolia Kunth
- Peperomia sabaletasana Yunck.
- Peperomia sachatzinzumba Trel. & Yunck.
- Peperomia saintpauliella Grayum
- Peperomia salaminana Trel. & Yunck.
- Peperomia salangonis Trel. & Yunck.
- Peperomia salicifolia C. DC.
- Peperomia saligna Kunth
- Peperomia salmonicolor Trel.
- Peperomia san-carlosiana C.DC.
- Peperomia san-felipensis C.DC. ex Donn.Sm.
- Peperomia sanblasensis R. Callejas P.
- Peperomia sandemanii Yunck.
- Peperomia sandwicensis Miq.
- Peperomia sangabanensis Trel.
- Peperomia sanjoseana C. DC.
- Peperomia sanquininiana Trel. & Yunck.
- Peperomia sanroqueana Trel.
- Peperomia santacruzana Trel.
- Peperomia santaelisae C. DC.
- Peperomia santahelenae Trel.
- Peperomia santanderana Trel. & Yunck.
- Peperomia santiagoana Trel.
- Peperomia sarmentosa Sodiro
- Peperomia saxicola C. DC.
- Peperomia scabiosa Trel.
- Peperomia scandens Ruiz & Pav.
- Peperomia schenkiana Dahlst.
- Peperomia schizandra Trel.
- Peperomia schmidtii C. DC.
- Peperomia schomburgkii C. DC.
- Peperomia schultzei Trel. & Yunck.
- Peperomia schunkeana Trel.
- Peperomia schwackei C. DC.
- Peperomia sclerophylla Trel.
- Peperomia scottii R. Callejas P.
- Peperomia scutaleifolia Trel.
- Peperomia scutellaefolia Ruiz & Pav.
- Peperomia scutellariifolia Sodiro
- Peperomia scutifolia C. DC.
- Peperomia scutilimba Yunck.
- Peperomia secunda Ruiz & Pav.
- Peperomia seemanniana Miq.
- Peperomia seibertii Trel.
- Peperomia seleri C. DC.
- Peperomia semipuberula Trel. & Yunck.
- Peperomia semisupina Trel.
- Peperomia seposita Trel.
- Peperomia septemnervis Ruiz & Pav.
- Peperomia serpens (Sw.) Loudon
- Peperomia serpentarioides Miq.
- Peperomia sierpeana R. Callejas P.
- Peperomia siguatepequensis Trel.
- Peperomia silvarum C. DC.
- Peperomia silvicola C. DC.
- Peperomia simplex Desv. ex Ham.
- Peperomia simulans C.DC.
- Peperomia simuliformis R. Callejas P.
- Peperomia sincorana C. DC.
- Peperomia sintenisii C. DC.
- Peperomia sirupayana C. DC.
- Peperomia sisiana C. DC.
- Peperomia skottsbergii C. DC. ex Skottsb.
- Peperomia smithii Trel.
- Peperomia sneidernii Yunck.
- Peperomia socorronis Trel.
- Peperomia sodiroi C. DC.
- Peperomia soratana C. DC.
- Peperomia soukupii Trel.
- Peperomia spathophylla Dahlst.
- Peperomia spiculata Trel.
- Peperomia spruceana Benth. ex C.DC.
- Peperomia sprucei C. DC.
- Peperomia stehleana Trel.
- Peperomia steinbachii Yunck.
- Peperomia stelechophila C. DC.
- Peperomia stenocarpa Regel
- Peperomia stenostachya C. DC.
- Peperomia steyermarkii Yunck.
- Peperomia stilifera Yunck.
- Peperomia stipitifolia Trel.
- Peperomia stolonifera Kunth
- Peperomia strawii Hutchison ex Pino & Klopfenstein
- Peperomia striata Ruiz & Pav.
- Peperomia stroemfeltii Dahlst.
- Peperomia stuebelii C. DC.
- Peperomia subalata C. DC.
- Peperomia subandina Trel.
- Peperomia subblanda C. DC.
- Peperomia subcalvescens Trel.
- Peperomia subdiscoidea Sodiro
- Peperomia subemarginata Yunck.
- Peperomia subemarginulata (C. DC.) Trel.
- Peperomia subflaccida Yunck.
- Peperomia subgeminispica Trel.
- Peperomia suboppositifolia Yunck.
- Peperomia subpeltata (Willd.) A. Dietr.
- Peperomia subpetiolata Yunck.
- Peperomia subpilosa Yunck.
- Peperomia subpubistachya Yunck.
- Peperomia subrenifolia Trel. & Yunck.
- Peperomia subretusa Yunck.
- Peperomia subrubescens Yunck.
- Peperomia subrubricaulis C. DC.
- Peperomia subrubrispica C. DC.
- Peperomia subsericata Trel.
- Peperomia subsetifolia Yunck.
- Peperomia subspathulata Yunck.
- Peperomia substriata C. DC.
- Peperomia subternifolia Yunck.
- Peperomia subvillicaulis Trel.
- Peperomia succulenta C.DC.
- Peperomia suchitanensis Trel. & Standl.
- Peperomia sucumbiosensis Yunck.
- Peperomia sulcata C. DC.
- Peperomia sumichrastii C. DC.
- Peperomia sumidoriana C. DC.
- Peperomia suratana Trel. & Yunck.
- Peperomia suspensa C. DC.
- Peperomia swartziana Miq.
- Peperomia sylvatica C. DC.
- Peperomia sylvestris C. DC.
- Peperomia sympodialis Trel. & Yunck.
- Peperomia syringifolia C.DC.
- Peperomia tablahuasiana C. DC.
- Peperomia tacanana Trel. & Standl.
- Peperomia talamancana R. Callejas P.
- Peperomia talinifolia Kunth
- Peperomia tamayoi Trel. & Yunck.
- Peperomia tambitoensis Trel. & Yunck.
- Peperomia tamboana Yunck.
- Peperomia tanalensis Baker
- Peperomia tarapotana C. DC.
- Peperomia tatei Yunck.
- Peperomia tejana Trel. & Yunck.
- Peperomia tenae Trel. & Yunck.
- Peperomia tenella (Sw.) A.Dietr.
- Peperomia tenelliformis Trel.
- Peperomia tenerrima Schltdl. & Cham.
- Peperomia tenuicaulis C. DC.
- Peperomia tenuiflora Opiz
- Peperomia tenuilimba C. DC.
- Peperomia tenuimarginata Trel. & Yunck.
- Peperomia tenuimucronata Trel.
- Peperomia tenuipeduncula C. DC.
- Peperomia tenuipes Trel.
- Peperomia tenuiramea C. DC.
- Peperomia tepoztecoana G. Mathieu
- Peperomia tequendamana Trel.
- Peperomia teresitensis Trel.
- Peperomia ternata C.DC.
- Peperomia terraegaudens Trel. & Yunck.
- Peperomia tetragona Ruiz & Pav.
- Peperomia tetraphylla (G.Forst.) Hook. & Arn.
- Peperomia tetraquetra Sodiro
- Peperomia tetrica Trel.
- Peperomia theodorii Trel.
- Peperomia thienii Yunck.
- Peperomia thomeana C. DC.
- Peperomia ticunhuayana Trel.
- Peperomia tillettii Steyerm.
- Peperomia timbuchiana Trel.
- Peperomia tithymaloides A. Dietr.
- Peperomia tlapacoyensis C. DC.
- Peperomia toledoana R. Callejas P.
- Peperomia tolimensis Trel. & Yunck.
- Peperomia tomentella Trel. & Yunck.
- Peperomia tominana C. DC.
- Peperomia tonduzii C.DC.
- Peperomia topoensis Yunck.
- Peperomia toroi Trel. & Yunck.
- Peperomia tovariana C.DC.
- Peperomia transparens Miq.
- Peperomia trapezoidalis Yunck.
- Peperomia trianae C. DC.
- Peperomia trichocarpa Miq.
- Peperomia trichomanoides Grayum
- Peperomia trichophylla Baker
- Peperomia trichopus Trel.
- Peperomia trichostigma C. DC.
- Peperomia tricolor Trel.
- Peperomia trifolia (L.) A. Dietr.
- Peperomia trinervis Ruiz & Pav.
- Peperomia trinervula C.DC.
- Peperomia trineura Miq.
- Peperomia trineuroides Dahlst.
- Peperomia triplinervis Sodiro
- Peperomia tristachya Kunth
- Peperomia trollii Hutchison & Rauh
- Peperomia tropeoloides Sodiro
- Peperomia trujilloi Steyerm.
- Peperomia trumani Trel.
- Peperomia truncicola C. DC.
- Peperomia trunciseda C. DC.
- Peperomia truncivaga C. DC.
- Peperomia tsakiana C.DC.
- Peperomia tuberculata Yunck.
- Peperomia tuerckheimii C. DC.
- Peperomia tuisana C.DC.
- Peperomia tungurahuae Sodiro
- Peperomia turbinata Dahlst.
- Peperomia turboensis Yunck.
- Peperomia tutunendoana Trel. & Yunck.
- Peperomia uaupesensis Yunck.
- Peperomia ubate-susanensis Yunck.
- Peperomia udimontana Trel. & Yunck.
- Peperomia umbelliformis C. DC.
- Peperomia umbilicata Ruiz & Pav.
- Peperomia umbrigaudens Yunck.
- Peperomia uncatispica Trel.
- Peperomia undeninervia C. DC.
- Peperomia unduavina C. DC.
- Peperomia unifoliata R. Callejas P.
- Peperomia urocarpa Fisch. & C.A.Mey.
- Peperomia urocarpoides C. DC.
- Peperomia ursina Grayum
- Peperomia valladolidana Yunck.
- Peperomia vallensis Trel. & Yunck.
- Peperomia valliculae Trel.
- Peperomia vana Trel.
- Peperomia vareschii Yunck.
- Peperomia variculata Trel.
- Peperomia variifolia C. DC.
- Peperomia vegana Trel. & Standl.
- Peperomia velloziana Miq.
- Peperomia velutina Linden & André
- Peperomia venabulifolia Trel.
- Peperomia veneciana Trel. & Yunck.
- Peperomia venezueliana C.DC.
- Peperomia venosa Yunck.
- Peperomia venticosicarpa Trel.
- Peperomia venulosa Yunck.
- Peperomia venusta Yunck.
- Peperomia veraguana R. Callejas P.
- Peperomia verediana Trel.
- Peperomia verruculosa Dahlst. ex A.W. Hill
- Peperomia verschaffeltii Lem.
- Peperomia versicolor Trel.
- Peperomia verticillata (L.) A.Dietr.
- Peperomia verticillatispica Trel. & Yunck.
- Peperomia vestita C. DC.
- Peperomia vidaliana Trel.
- Peperomia villarrealii Yunck.
- Peperomia villicaulis C. DC.
- Peperomia villilimba C. DC.
- Peperomia villipetiola C. DC.
- Peperomia villosa C. DC.
- Peperomia vinasiana C. DC.
- Peperomia violacea C. DC.
- Peperomia viracochana Trel.
- Peperomia vulcanica Baker & C.H. Wright
- Peperomia waikamoiana Yunck.
- Peperomia warmingii C.DC.
- Peperomia weberbaueri C. DC.
- Peperomia wedelii Yunck.
- Peperomia wheeleri Britton
- Peperomia wibomii Yunck.
- Peperomia williamsii C. DC.
- Peperomia woytkowskii Yunck.
- Peperomia yabucoana Urb. & C. DC.
- Peperomia yanacachiana Yunck.
- Peperomia yananoensis Trel.
- Peperomia yapasana Trel.
- Peperomia yatuensis Steyerm.
- Peperomia yeracuiana Trel. & Yunck.
- Peperomia yojoana Trel.
- Peperomia yungasana C. DC.
- Peperomia yutajensis Steyerm.
- Peperomia zarzalana Trel. & Yunck.
- Peperomia zipaquirana Trel. & Yunck.

Selon Tropicos (16 mai 2022) (Attention liste brute contenant possiblement des synonymes) :
- Peperomia abbreviatipes Trel. & Yunck.
- Peperomia abdita Proctor
- Peperomia abnormis Trel.
- Peperomia abrupte-acutata Trel. & Yunck.
- Peperomia abyssinica Miq.
- Peperomia acaulis Alain
- Peperomia aceramarcana Trel.
- Peperomia aceroana C. DC.
- Peperomia achoteana Trel.
- Peperomia acreana C. DC.
- Peperomia acuminata Ruiz & Pav.
- Peperomia acuminatifolia Trel.
- Peperomia acutifolia C. DC.
- Peperomia acutilimba C. DC. ex Trel.
- Peperomia adenocarpa C. DC.
- Peperomia adscendens C. DC.
- Peperomia adsurgens Yunck.
- Peperomia aerea Trel.
- Peperomia agapatensis C. DC.
- Peperomia aggravescens Trel.
- Peperomia aggregata E.F. Guim. & Carv.-Silva
- Peperomia agitata Trel. & Standl.
- Peperomia aguabonitensis Yunck.
- Peperomia aguacalientis Trel.
- Peperomia aguacatensis C. DC.
- Peperomia aguaditana Trel. & Yunck.
- Peperomia aguilae Trel. & Yunck.
- Peperomia agusanensis C. DC.
- Peperomia ainana Trel.
- Peperomia alata Ruiz & Pav.
- Peperomia alatiscapa Trel.
- Peperomia albert-smithii Trel. & Yunck.
- Peperomia albertiana Yunck.
- Peperomia albescens Trel.
- Peperomia albidiflora C. DC.
- Peperomia albispica C. DC.
- Peperomia albonervosa G. Mathieu
- Peperomia albopilosa D. Monteiro
- Peperomia albostriata C. DC.
- Peperomia albovittata C. DC.
- Peperomia aldrinii Villa
- Peperomia alegrensis Yunck.
- Peperomia alexanderi Trel.
- Peperomia alibacophylla Trel. & Yunck.
- Peperomia alismaefolia C. Presl
- Peperomia allagotacta C. DC.
- Peperomia allenii Trel.
- Peperomia allorgeana Stehlé
- Peperomia alpina (Sw.) A. Dietr.
- Peperomia alternifolia Yunck.
- Peperomia alveolata Trel.
- Peperomia alwynii Callejas & Betancur
- Peperomia amantlanensis C. DC.
- Peperomia ambiguifolia Trel. & Yunck.
- Peperomia americana Herter
- Peperomia amnicola Trel.
- Peperomia amphioxys Trel.
- Peperomia amphitricha Trel.
- Peperomia amphoricarpa Trel.
- Peperomia amphoterophylla Trel.
- Peperomia ampla (Trel.) G. Mathieu
- Peperomia amplexicaulis (Sw.) A. Dietr.
- Peperomia amplexifolia A. Dietr.
- Peperomia analectae Trel.
- Peperomia andicola Dahlst.
- Peperomia andina Pino
- Peperomia andinacea C. DC.
- Peperomia andrei C. DC.
- Peperomia aneura Yunck.
- Peperomia angulariopsis C. DC.
- Peperomia angularis C. DC.
- Peperomia angulata Kunth
- Peperomia angustata Kunth
- Peperomia anisophylla C. DC.
- Peperomia ankaranensis G. Mathieu
- Peperomia anomala Sodiro
- Peperomia antennifera Trel.
- Peperomia antillarum C. DC.
- Peperomia antioquiensis Callejas
- Peperomia antoni Trel.
- Peperomia antoniana Trel.
- Peperomia aphanoneura C. DC.
- Peperomia aphylla C. DC.
- Peperomia apiahyensis Yunck.
- Peperomia apoda Trel.
- Peperomia apodophylla Trel. & Yunck.
- Peperomia apodostachya Yunck.
- Peperomia appellator Trel.
- Peperomia apurimacana Trel.
- Peperomia arabica Decne.
- Peperomia arboricola C. DC.
- Peperomia arborigaudens Trel.
- Peperomia arboriseda C. DC.
- Peperomia arbuscula Yunck.
- Peperomia arctebaccata Trel.
- Peperomia arcuatispica Trel.
- Peperomia arechavaletae C. DC.
- Peperomia arenillasensis Yunck.
- Peperomia areolata Trel.
- Peperomia argenteobracteata Trel. & Yunck.
- Peperomia argumentosa Trel.
- Peperomia argyreia (Miq.) E. Morren
- Peperomia argyroneura Lauterb. & K. Schum.
- Peperomia arifolia Miq.
- Peperomia arifolioides Yunck.
- Peperomia aristeguietae Steyerm.
- Peperomia armadana C. DC.
- Peperomia armondii Yunck.
- Peperomia armstrongii Villa
- Peperomia aroensis Steyerm.
- Peperomia artatiflora Trel.
- Peperomia arthurii Trel. & Yunck.
- Peperomia asarifolia Schltdl. & Cham.
- Peperomia asarifolioides R. García Mart. & Beutelsp.
- Peperomia asperula Hutchison & Rauh
- Peperomia asperuloides Sodiro
- Peperomia asplundii Yunck.
- Peperomia asterophylla Trel.
- Peperomia astyla Trel.
- Peperomia atabapoensis Steyerm.
- Peperomia atirroana Trel.
- Peperomia atocongona Trel.
- Peperomia attenuata Yunck.
- Peperomia auberyana Trel. ex Stehlé & L. Quentin
- Peperomia augescens Miq.
- Peperomia aurorana Trel. & Standl.
- Peperomia austin-smithii W.C. Burger
- Peperomia austinii Trel.
- Peperomia australana Yunck.
- Peperomia australis Phil.
- Peperomia ayacuchoana Pino & Samain
- Peperomia bachmannii C. DC.
- Peperomia baileyae Trel.
- Peperomia bajana Trel. & Yunck.
- Peperomia bakeri C. DC.
- Peperomia balansana C. DC.
- Peperomia balbisii Dahlst.
- Peperomia balfourii C. DC.
- Peperomia balineorum Trel.
- Peperomia balsapuertana Trel.
- Peperomia bangii C. DC.
- Peperomia bangroana C. DC.
- Peperomia barahonana C. DC.
- Peperomia barbana C. DC.
- Peperomia barbarana C. DC.
- Peperomia barbaranoides Yunck.
- Peperomia barbata C. DC.
- Peperomia barbensis (Dahlst.) Trel.
- Peperomia barbinodis Trel.
- Peperomia barbulata (C. DC.) Callejas
- Peperomia barbulipetiolata C. DC.
- Peperomia baronii Baker
- Peperomia barryana Callejas
- Peperomia barthelemyana Trel.
- Peperomia bartlettii C. DC.
- Peperomia basellifolia Kunth
- Peperomia basiradicans G. Mathieu
- Peperomia baturiteana C. DC.
- Peperomia baueriana Miq.
- Peperomia baumannii C. DC.
- Peperomia bavina C. DC.
- Peperomia bayajana Trel.
- Peperomia bayatana Trel.
- Peperomia belangeri C. DC.
- Peperomia bella Yunck.
- Peperomia bellatula Yunck.
- Peperomia bequaertii De Wild.
- Peperomia berlandieri Miq.
- Peperomia bermudezana Trel.
- Peperomia bernhardiana C. DC.
- Peperomia bernieriana Miq.
- Peperomia bernoullii C. DC.
- Peperomia berroi Trel.
- Peperomia berryi Steyerm.
- Peperomia berteroana Miq.
- Peperomia bethaniana Trel. & Yunck.
- Peperomia betle L.
- Peperomia biamenta Trel. & Yunck.
- Peperomia bicolor Sodiro
- Peperomia biformis C. DC.
- Peperomia bifrons Trel.
- Peperomia bilobulata C. DC.
- Peperomia binispica Trel.
- Peperomia bistortifolia Trel.
- Peperomia biuncialis Kunth
- Peperomia blackii Yunck.
- Peperomia blanda (Jacq.) Kunth
- Peperomia blattarum (Spreng.) A. Dietr.
- Peperomia blepharilepida Trel.
- Peperomia blephariphylla Trel. & Yunck.
- Peperomia blepharipus Trel.
- Peperomia blumenauana C. DC.
- Peperomia bocasensis Trel.
- Peperomia boekei Callejas
- Peperomia boivinii C. DC.
- Peperomia boldinghii DC.
- Peperomia boliviensis C. DC.
- Peperomia boninsimensis Makino
- Peperomia boomii Steyerm.
- Peperomia bopiana Trel.
- Peperomia boraborensis Yunck.
- Peperomia borbonensis Miq.
- Peperomia borburatensis Steyerm.
- Peperomia borucana C. DC.
- Peperomia botterii C. DC.
- Peperomia bourgeaui C. DC.
- Peperomia bourneae C. DC.
- Peperomia brachyiula Trel.
- Peperomia brachyphylla A. Dietr.
- Peperomia brachypoda Urb.
- Peperomia brachypus Trel.
- Peperomia brachystachyos (Vahl) A. Dietr.
- Peperomia brachytricha Baker
- Peperomia brachytrichoides Engl.
- Peperomia bracteata A.W. Hill
- Peperomia bracteiflora DC.
- Peperomia bracteispica Trel.
- Peperomia bradei Yunck.
- Peperomia brasiliensis (Miq.) Miq.
- Peperomia breedlovei Callejas
- Peperomia brevicaulis Trel.
- Peperomia brevihirtella Yunck.
- Peperomia brevipeduncula (C. DC.) Trel.
- Peperomia brevipes (Benth.) C. DC.
- Peperomia breviscapa Trel.
- Peperomia brevispica C. DC.
- Peperomia brittonii C. DC.
- Peperomia broadwayi DC.
- Peperomia brouetiana Trel.
- Peperomia buchii C. DC.
- Peperomia buchtienii Yunck.
- Peperomia buntingii Steyerm.
- Peperomia butaguensis De Wild.
- Peperomia buxifolia Sodiro
- Peperomia cabaiana Trel.
- Peperomia cacaophila Trel. & Yunck.
- Peperomia cachabiana C. DC.
- Peperomia cacuminicola Trel.
- Peperomia caducifolia Trel.
- Peperomia caducipilosa Trel.
- Peperomia caespitiformans Trel. ex Stehlé
- Peperomia caespitosa C. DC.
- Peperomia caffra E. Mey.
- Peperomia cainarachiana Yunck.
- Peperomia caldasiana C. DC.
- Peperomia calderoniae Barrios, Cota & Medina-Cota
- Peperomia caledonica C. DC.
- Peperomia caliginigaudens Trel. & Yunck.
- Peperomia calimana Trel. & Yunck.
- Peperomia callejasii U.B. Deshmukh
- Peperomia callophylla Yunck.
- Peperomia calophylla Yunck.
- Peperomia calvescens Trel.
- Peperomia calvicaulis C. DC.
- Peperomia calvifolia C. DC.
- Peperomia calyculata Trel.
- Peperomia cambuquirana Trel.
- Peperomia campana Callejas
- Peperomia campii Yunck.
- Peperomia campinasana C. DC.
- Peperomia camposii Sodiro
- Peperomia camptotricha Miq.
- Peperomia canaminana Trel.
- Peperomia candelaber Trel.
- Peperomia candida Miq.
- Peperomia candolleana Miq.
- Peperomia cangrejalana Trel.
- Peperomia caniana Trel.
- Peperomia caperata Yunck.
- Peperomia capitis-bovis Trel.
- Peperomia carabobensis Steyerm. & G.S. Bunting
- Peperomia carapasana Trel.
- Peperomia cardenasii Trel.
- Peperomia cardiophylla C. DC.
- Peperomia carlo-wrightii Trel.
- Peperomia carlosiana C. DC.
- Peperomia carnevalii Steyerm.
- Peperomia carnifolia Yunck.
- Peperomia carnosa C. DC.
- Peperomia carpapatana Trel.
- Peperomia carpinterana C. DC.
- Peperomia carrapana Trel.
- Peperomia cartagoana Trel.
- Peperomia carthaginensis C. DC.
- Peperomia casapiana C. DC.
- Peperomia casarettoi C. DC.
- Peperomia casimiri Van Heurck & Müll. Arg.
- Peperomia casitana Trel.
- Peperomia castanoensis Trel. & Yunck.
- Peperomia castelosensis Yunck.
- Peperomia castilloi Verg.-Rodr. & Jimeno-Sevilla
- Peperomia cataractaegaudens Trel. ex Stehlé
- Peperomia cataratasensis Trel.
- Peperomia catharinae Miq.
- Peperomia cattii Trel.
- Peperomia caucana C. DC.
- Peperomia cauculimba C. DC.
- Peperomia caudulilimba C. DC.
- Peperomia caulibarbis Miq.
- Peperomia cava Ruiz & Pav.
- Peperomia cavaleriei C. DC.
- Peperomia cavispicata G. Mathieu
- Peperomia ceapanana Trel.
- Peperomia celiae Yunck.
- Peperomia cerastioides Sodiro
- Peperomia cerea Trel.
- Peperomia cereoides Pino & Cieza
- Peperomia ceroderma Yunck.
- Peperomia cerrateae Pino & G. Mathieu
- Peperomia cerro-puntana Trel.
- Peperomia chachapoyasensis C. DC.
- Peperomia chagalana C. DC.
- Peperomia chalhuapuquiana Trel.
- Peperomia chambesyana Trel.
- Peperomia chanchamayana Trel.
- Peperomia chapensis Steyerm.
- Peperomia chartacea Trel.
- Peperomia chazaroi G. Mathieu & T. Krömer
- Peperomia chicamochana Trel. & Yunck.
- Peperomia chicbulana Trel.
- Peperomia chigorodoana Yunck.
- Peperomia chilensis C. DC.
- Peperomia chillonensis Trel.
- Peperomia chimantana Yunck.
- Peperomia chimboana C. DC.
- Peperomia chinchavana Ruiz & Pav.
- Peperomia chiqueroana Trel.
- Peperomia chiriquiensis Yunck.
- Peperomia chlorodisca Diels
- Peperomia chlorostachya Trel.
- Peperomia choritana Trel.
- Peperomia choroniana C. DC.
- Peperomia christophersenii Yunck.
- Peperomia chromatogena Yunck.
- Peperomia chrysleri Yunck.
- Peperomia chrysocarpa C. DC.
- Peperomia chrysolepida Trel.
- Peperomia chrysotricha Miq.
- Peperomia chucanebana Trel.
- Peperomia chutanka Pino
- Peperomia ciliaris C. DC.
- Peperomia ciliata Kunth
- Peperomia ciliatifolia Trel.
- Peperomia ciliato-caespitosa Carv.-Silva & E.F. Guim.
- Peperomia cilibractea C. DC.
- Peperomia ciliifera (Trel.) Trel.
- Peperomia ciliifolia Yunck.
- Peperomia ciliipetiola C. DC.
- Peperomia ciliolata Miq.
- Peperomia ciliolibractea C. DC.
- Peperomia ciliosa C. DC.
- Peperomia cinerea Sodiro
- Peperomia circinnata Link
- Peperomia circulifolia Trel.
- Peperomia cirillii-nelsonii Véliz, Archila & L. Velásquez
- Peperomia cladara Yunck.
- Peperomia claudii C. DC.
- Peperomia claussenii Yunck.
- Peperomia clavatispica Trel. & Yunck.
- Peperomia clave ii
- Peperomia clave iii
- Peperomia clave iv
- Peperomia clave ix
- Peperomia clave v
- Peperomia clave vi
- Peperomia clave vii
- Peperomia clave viii
- Peperomia clavigera Standl. & Steyerm.
- Peperomia claytonioides Kunth
- Peperomia clivicola Yunck.
- Peperomia clivigaudens Yunck.
- Peperomia clusiifolia (Jacq.) Hook.
- Peperomia coarctata Trel. & Standl.
- Peperomia coatzacoalcosensis Trel.
- Peperomia cobana C. DC.
- Peperomia cochinensis C. DC.
- Peperomia cocleana Trel.
- Peperomia cogniauxii Urb.
- Peperomia coliblancoana Trel.
- Peperomia collicola Trel.
- Peperomia collinsii Villa
- Peperomia collocata Trel.
- Peperomia coloniae Trel.
- Peperomia colorata Kunth
- Peperomia columbiana Miq.
- Peperomia columella Rauh & Hutchison
- Peperomia columnaris Hutchison ex Pino & Klopf, R.
- Peperomia comaltitlanensis Callejas
- Peperomia comarapana C. DC.
- Peperomia commersonii Baill.
- Peperomia commutata Trel.
- Peperomia compaginata Trel.
- Peperomia compotrix Trel.
- Peperomia concava Ruiz & Pav.
- Peperomia concinna (Haw.) A. Dietr.
- Peperomia condolleana Miq.
- Peperomia condormiens Trel.
- Peperomia condotoana Trel. & Yunck.
- Peperomia confertispica Trel.
- Peperomia congerro Trel. & Yunck.
- Peperomia congesta Kunth
- Peperomia congestifolia Trel.
- Peperomia congestispica Trel.
- Peperomia congona Sodiro
- Peperomia conjugata Kunth
- Peperomia conjungens Trel.
- Peperomia connixa Trel. & Yunck.
- Peperomia conocarpa Trel.
- Peperomia conserta Yunck.
- Peperomia consoquitlana C. DC.
- Peperomia constanzana C. DC.
- Peperomia contraria Trel.
- Peperomia controversa C. DC.
- Peperomia conturbans Trel. & Yunck.
- Peperomia conulifera Trel. ex Stehlé & L. Quentin
- Peperomia cookiana C. DC.
- Peperomia cooperi C. DC.
- Peperomia copeyana C. DC.
- Peperomia coquimbensis Skottsb.
- Peperomia corazonicola C. DC.
- Peperomia corcovadensis Gardner
- Peperomia cordata Trel. & Yunck.
- Peperomia cordifolia Opiz
- Peperomia cordigera C. DC.
- Peperomia cordilimba C. DC.
- Peperomia cordovana C. DC.
- Peperomia cordulata C. DC.
- Peperomia cordulatiformis Trel.
- Peperomia cordulilimba C. DC.
- Peperomia coriacea Loudon
- Peperomia cornifolia C. DC.
- Peperomia coroicoensis Yunck.
- Peperomia corozosana Trel.
- Peperomia costaricensis C. DC.
- Peperomia costata G. Mathieu
- Peperomia costulata C. DC.
- Peperomia cotoneasterifolia Trel.
- Peperomia cotyledon Benth.
- Peperomia coulteri C. DC.
- Peperomia courtallensis Miq.
- Peperomia cowanii Yunck.
- Peperomia cranwelliae Yunck.
- Peperomia crassicaulis Fawc. & Rendle
- Peperomia crassilimba C. DC.
- Peperomia crassispica Trel.
- Peperomia crassiuscula Millsp.
- Peperomia crassulaecaulis Trel.
- Peperomia crinicaulis C. DC.
- Peperomia crinigera Trel.
- Peperomia crispa Sodiro
- Peperomia crispipetiola Trel.
- Peperomia crispipila Trel.
- Peperomia croizatiana Steyerm.
- Peperomia crotalophora Trel.
- Peperomia cruciata Trel.
- Peperomia cruentata Trel.
- Peperomia crusculibacca Trel.
- Peperomia cruzeirensis Carv.-Silva, E.F. Guim. & P.E.A.S. Câmara
- Peperomia crypticola C. DC.
- Peperomia cryptolepida Trel.
- Peperomia cryptostachya Trel. & Yunck.
- Peperomia crystallina Ruiz & Pav.
- Peperomia cuapidigera Sodiro
- Peperomia cubana C. DC.
- Peperomia cubensis C. DC.
- Peperomia cubugonana Trel. & Yunck.
- Peperomia cuchumatanica Véliz
- Peperomia cueroensis Britton
- Peperomia cufodontii Trel.
- Peperomia cumbreana Trel. & Yunck.
- Peperomia cumulicola Small
- Peperomia cundinamarcana Trel. & Yunck.
- Peperomia cuneata Miq.
- Peperomia cuneifolia (Jacq.) A. Dietr.
- Peperomia cuprea Trel.
- Peperomia cupularis C. DC.
- Peperomia curruciformis Trel.
- Peperomia curticaulis Trel.
- Peperomia curtipes Trel.
- Peperomia curtispica C. DC.
- Peperomia cushiana Trel.
- Peperomia cusilluyocana Trel.
- Peperomia cuspidata Dahlst.
- Peperomia cuspidigera Sodiro
- Peperomia cuspidilimba C. DC.
- Peperomia cyclaminoides A.W. Hill
- Peperomia cyclophylla Miq.
- Peperomia cylindribacca C. DC.
- Peperomia cymbifolia Pino
- Peperomia daguana Trel. & Yunck.
- Peperomia dahlstedtii C. DC.
- Peperomia daiquiriana Trel.
- Peperomia damazii C. DC.
- Peperomia dantoana Trel.
- Peperomia darienensis Callejas
- Peperomia dasystachya Miq.
- Peperomia dauleana C. DC.
- Peperomia davidsoniae Yunck.
- Peperomia davisii Britton
- Peperomia dawsonii Trel.
- Peperomia debilipes Trel.
- Peperomia decaisnei Miq.
- Peperomia deceptrix Trel.
- Peperomia decipiens C. DC.
- Peperomia decora Dahlst.
- Peperomia decumbens C. DC.
- Peperomia decurrens C. DC.
- Peperomia deficiens Trel.
- Peperomia defluens Trel.
- Peperomia defoliata C. DC.
- Peperomia defracta Trel.
- Peperomia defrenata Trel.
- Peperomia degeneri Yunck.
- Peperomia delascioi Steyerm.
- Peperomia delecta Trel.
- Peperomia delicatissima Trel.
- Peperomia delicatula Henschen
- Peperomia dendroides Trel.
- Peperomia dendromorphis Trel.
- Peperomia dendrophila Schltdl. & Cham.
- Peperomia densibacca C. DC.
- Peperomia densifolia C. DC.
- Peperomia deodorata Trel.
- Peperomia dependens Ruiz & Pav.
- Peperomia deppeana Schltdl. & Cham.
- Peperomia desfontainesii Trel.
- Peperomia dextrilaeva H. St. John
- Peperomia diamantinensis Carv.-Silva, E.F. Guim. & P.E.A.S. Câmara
- Peperomia diaphana Miq.
- Peperomia diaphanoides Dahlst.
- Peperomia dichotoma Regel
- Peperomia dichroophylla Sodiro
- Peperomia diehliana Trel.
- Peperomia diffusa C. DC.
- Peperomia digitinervia Trel.
- Peperomia dimota Trel. & Yunck.
- Peperomia dindygulensis Miq.
- Peperomia diruptorum Trel.
- Peperomia discifolia Sodiro
- Peperomia discilimba Trel. & Yunck.
- Peperomia discistila C. DC.
- Peperomia discolor C. DC.
- Peperomia disjunctiflora Yunck.
- Peperomia disparifolia Trel.
- Peperomia dissimilis Kunth
- Peperomia dissitiflora C. DC.
- Peperomia distachyos (L.) A. Dietr.
- Peperomia distans Dahlst.
- Peperomia disticha Yunck.
- Peperomia distichophylla Sodiro
- Peperomia distractiflora Trel.
- Peperomia divaricata Yunck.
- Peperomia diversifolia Kunth
- Peperomia dodecatheontophylla Trel.
- Peperomia dodgei Trel.
- Peperomia doellii Phil.
- Peperomia dolabella Rauh & Kimnach
- Peperomia dolabriformis Kunth
- Peperomia doleana Trel.
- Peperomia dolichostachya Sodiro
- Peperomia dolosa Trel.
- Peperomia dominicana C. DC.
- Peperomia donaguiana C. DC.
- Peperomia dondonensis Trel.
- Peperomia donnell-smithii C. DC.
- Peperomia dorstenioides Standl. & Steyerm.
- Peperomia dotana Trel.
- Peperomia drapeta Trel.
- Peperomia drusophila C. DC.
- Peperomia dryadum C. DC.
- Peperomia duartei Yunck.
- Peperomia duartensis Trel.
- Peperomia duclouxii C. DC.
- Peperomia duendensis Yunck.
- Peperomia duidana Trel.
- Peperomia dumeticola C. DC.
- Peperomia durandii C. DC.
- Peperomia duricaulis Trel.
- Peperomia dusenii C. DC.
- Peperomia dussii DC.
- Peperomia dyscrita Trel.
- Peperomia earlei Trel.
- Peperomia ebingeri Yunck.
- Peperomia eburnea Sodiro
- Peperomia ecuadorensis C. DC.
- Peperomia edulis Miq.
- Peperomia eekana C. DC.
- Peperomia effusa Yunck.
- Peperomia efimbriata Trel.
- Peperomia eggersii C. DC.
- Peperomia egleri Yunck.
- Peperomia ekmanii Trel.
- Peperomia elata C. DC.
- Peperomia elatior G. Mathieu
- Peperomia elbertii C. DC.
- Peperomia elegans C. DC.
- Peperomia elegantifolia Trel.
- Peperomia elliptica (Lam.) A. Dietr.
- Peperomia ellipticibacca C. DC.
- Peperomia ellipticifolia C. DC.
- Peperomia ellipticorhombea C. DC.
- Peperomia ellsworthii Trel. & Yunck.
- Peperomia elmeri C. DC.
- Peperomia elongata Kunth
- Peperomia elsana Trel. & Yunck.
- Peperomia emarginata Ruiz & Pav.
- Peperomia emarginella (Sw. ex Wikstr.) C. DC.
- Peperomia emarginulata C. DC.
- Peperomia emiliana C. DC.
- Peperomia enantiostachya C. DC.
- Peperomia enckeaefolia Trel.
- Peperomia endlicheri Miq.
- Peperomia endlichii C. DC.
- Peperomia enenyasensis Trel.
- Peperomia epidendron C. DC.
- Peperomia epilobioides Trel. & Yunck.
- Peperomia epipetrica Callejas
- Peperomia epipremnifolia D. Monteiro & Leitman
- Peperomia erasmiaeformis Trel.
- Peperomia erecta C. DC.
- Peperomia erikii Yunck.
- Peperomia eripipunctulata Trel.
- Peperomia ernstiana C. DC.
- Peperomia erythrocaulis G. Mathieu
- Peperomia erythroclada C. DC.
- Peperomia erythrocorma Trel.
- Peperomia erythrophlebia Trel.
- Peperomia erythropremna Trel.
- Peperomia erythrospicata Callejas
- Peperomia erythrostachya Trel.
- Peperomia esmeraldana C. DC.
- Peperomia esperanzana Trel.
- Peperomia espinosae Yunck.
- Peperomia esquirolii H. Lév.
- Peperomia estaminea C. DC.
- Peperomia estrellana Trel.
- Peperomia estrellensis C. DC.
- Peperomia euosma Trel.
- Peperomia euryanthelia Diels
- Peperomia evadens Trel. ex Stehlé
- Peperomia ewanii Trel. & Yunck.
- Peperomia exclamationis G. Mathieu
- Peperomia exigua (Blume) Miq.
- Peperomia exiguispica Trel.
- Peperomia exilamenta Trel.
- Peperomia exiliramea Trel.
- Peperomia exilis (Miq.) Griseb.
- Peperomia expallescens
- Peperomia exuberantifolia Trel.
- Peperomia fagerlindii Yunck.
- Peperomia falanana Trel. & Yunck.
- Peperomia falconensis Steyerm.
- Peperomia falsa A.W. Hill
- Peperomia famelica Trel.
- Peperomia farctifolia Trel. & Yunck.
- Peperomia fasciculata Sodiro
- Peperomia fatoana C. DC.
- Peperomia faucium-bovis Trel.
- Peperomia fauriei H. Lév.
- Peperomia fawcettii C. DC.
- Peperomia fendleriana C. DC.
- Peperomia fenzlei Regel
- Peperomia fernandeziana Miq.
- Peperomia fernandopoiana C. DC.
- Peperomia ferreyrae Yunck.
- Peperomia ficta Trel.
- Peperomia fiebrigii C. DC.
- Peperomia fieldiana Trel.
- Peperomia filicaulis C. DC.
- Peperomia filici-decorans Trel.
- Peperomia filiformis Ruiz & Pav.
- Peperomia filispica C. DC.
- Peperomia fimbriata Miq.
- Peperomia fimbribractea Trel.
- Peperomia fissicola Trel.
- Peperomia fissispica Trel.
- Peperomia flabilis Trel.
- Peperomia flagelliformis Hook. f. ex Miq.
- Peperomia flagellispica Trel.
- Peperomia flagitans Trel.
- Peperomia flagrans Trel.
- Peperomia flavamenta Trel.
- Peperomia flavescens C. DC.
- Peperomia flavescentifolia Trel.
- Peperomia flavida C. DC.
- Peperomia flavinerva C. DC.
- Peperomia flavispica Trel.
- Peperomia flexicaulis Wawra
- Peperomia flexinervia Yunck.
- Peperomia flexuosa Yunck.
- Peperomia floresensis Trel.
- Peperomia floribunda (Miq.) Dahlst.
- Peperomia floridana Small
- Peperomia floridensis Trel.
- Peperomia fluviatilis Yunck.
- Peperomia foliata Trel.
- Peperomia foliiflora Ruiz & Pav.
- Peperomia foliosa Kunth
- Peperomia folsomii Callejas
- Peperomia foraminum C. DC.
- Peperomia forbesii Yunck.
- Peperomia formonensis Trel.
- Peperomia formosana C. DC.
- Peperomia forsythii C. DC.
- Peperomia fortipes Trel.
- Peperomia fortunati Trel.
- Peperomia fosbergii Yunck.
- Peperomia fournieri C. DC.
- Peperomia foveolata Steyerm.
- Peperomia fragilis Yunck.
- Peperomia fragilissima Trel.
- Peperomia fragrans C. DC.
- Peperomia fragrantissima Trel. & Yunck.
- Peperomia fraijanesana Trel.
- Peperomia franciscoi Callejas
- Peperomia fraseri C. DC.
- Peperomia freireifolia A. Rich.
- Peperomia friabilis Trel.
- Peperomia frigidula Trel. & Standl.
- Peperomia fruticetorum C. DC.
- Peperomia fuertesii C. DC.
- Peperomia fugax C. DC.
- Peperomia fulvescens Yunck.
- Peperomia fumeana Stehlé & Trel.
- Peperomia fundacionensis Steyerm.
- Peperomia furcata Opiz
- Peperomia furuana C. DC.
- Peperomia fuscipunctata Yunck.
- Peperomia fuscispica C. DC.
- Peperomia fuscociliata Trel.
- Peperomia gabinetensis Trel. & Yunck.
- Peperomia galapagensis Hook. f. ex Miq.
- Peperomia galeottiana Hook.
- Peperomia galeottii Miq.
- Peperomia galiifolia Trel.
- Peperomia galioides Kunth
- Peperomia gallitoensis Trel.
- Peperomia garcia-barrigana Trel. & Yunck.
- Peperomia gardneriana Miq.
- Peperomia garrapatilla Trel.
- Peperomia gatunensis C. DC.
- Peperomia gaudichaudii A.W. Hill
- Peperomia gaultheriifolia Sodiro
- Peperomia gayi C. DC.
- Peperomia gazauntana Yunck.
- Peperomia gehrigeri Trel. & Yunck.
- Peperomia geminispica Trel. & Yunck.
- Peperomia gentianaefolia Sodiro
- Peperomia gentryi Steyerm.
- Peperomia gerardoi Callejas
- Peperomia gibba C. DC.
- Peperomia gibbsiae C. DC.
- Peperomia gigantea G. Mathieu
- Peperomia gilberti Trel.
- Peperomia glabella (Sw.) A. Dietr.
- Peperomia glabra C. DC.
- Peperomia glabricaulis C. DC.
- Peperomia glabrilimba C. DC.
- Peperomia glabrior (C. DC.) Trel.
- Peperomia glabripes C. DC.
- Peperomia glabriramea C. DC.
- Peperomia glabrirhachis Trel.
- Peperomia glanduligera Yunck.
- Peperomia glandulosa C. DC.
- Peperomia glareosa Trel.
- Peperomia glassmanii Yunck.
- Peperomia glazioui C. DC.
- Peperomia gleicheniiformis Trel.
- Peperomia globosibacca C. DC.
- Peperomia globulanthera
- Peperomia gloriosaefolia Trel.
- Peperomia glutinosa Millsp.
- Peperomia goliiflorum Ruiz & Pav.
- Peperomia gollii Trel.
- Peperomia goniocaulis Sodiro
- Peperomia gorgonillana Trel. & Yunck.
- Peperomia goudotii Miq.
- Peperomia gracieana Görts
- Peperomia gracilicaulis Yunck.
- Peperomia gracilipetiolata De Wild.
- Peperomia gracilis C. DC.
- Peperomia gracilispica G. Mathieu
- Peperomia gracillima S. Watson
- Peperomia granata Trel.
- Peperomia grandifolia D. Dietr. ex
- Peperomia granulata Trel. & Yunck.
- Peperomia granulatifolia Trel.
- Peperomia granulatilimba Trel.
- Peperomia granulosa Trel.
- Peperomia graveolens Rauh & Barthlott
- Peperomia grayumii Callejas
- Peperomia griggsii C. DC.
- Peperomia grisarii C. DC.
- Peperomia grisebachii C. DC.
- Peperomia griseoargentia Yunck.
- Peperomia grupo 1 fl. mesoamericana
- Peperomia grupo 2 fl. mesoamericana
- Peperomia grupo 3 fl. mesoamericana
- Peperomia grupo 4 fl. mesoamericana
- Peperomia grupo 5 fl. mesoamericana
- Peperomia grupo 6 fl. mesoamericana
- Peperomia grupo 7 fl. mesoamericana
- Peperomia guadaloupensis C. DC.
- Peperomia guadalupana Trel. & Yunck.
- Peperomia guaiquinimana Trel. & Yunck.
- Peperomia gualeana Sodiro
- Peperomia gualtheriaefolia Sodiro
- Peperomia guamana C. DC.
- Peperomia guanacastana Trel.
- Peperomia guanensis Trel.
- Peperomia guapilesiana Trel.
- Peperomia guarujana C. DC.
- Peperomia guatemalensis C. DC.
- Peperomia guayabillosana Trel.
- Peperomia guayaquilensis (Miq.) C. DC.
- Peperomia guayrapurana Trel.
- Peperomia gucayana Trel.
- Peperomia guildingiana (Spreng.) A. Dietr.
- Peperomia gutierrezana Yunck.
- Peperomia guttulata Sodiro
- Peperomia guttulatissima Trel.
- Peperomia gymnophylla C. DC.
- Peperomia hadrostachya Yunck.
- Peperomia haematolepis Trel.
- Peperomia haenkeana Opiz
- Peperomia hahnii C. DC.
- Peperomia hamiltoniana Miq.
- Peperomia hamiltonianifolia Trel.
- Peperomia hammelii Grayum
- Peperomia harlingii Yunck.
- Peperomia harmandii C. DC.
- Peperomia harrisii C. DC.
- Peperomia hartmannii C. DC.
- Peperomia hartwegiana Miq.
- Peperomia hassleri C. DC.
- Peperomia haughtii Trel. & Yunck.
- Peperomia haupuensis
- Peperomia hawaiensis C. DC.
- Peperomia haycockii C. DC.
- Peperomia hebetata Trel. & Yunck.
- Peperomia hederifolia
- Peperomia helleri C. DC.
- Peperomia helminthostachya Sodiro
- Peperomia hemionitidifolia Desv. & Ham.
- Peperomia hemmendorffii Yunck.
- Peperomia hendersonensis Yunck.
- Peperomia herbert-smithii Trel. & Yunck.
- Peperomia herediana Trel.
- Peperomia herminieri DC.
- Peperomia hernandiifolia (Vahl) A. Dietr.
- Peperomia herrerae Trel.
- Peperomia herteri Trel.
- Peperomia herthae Diels
- Peperomia herzogii C. DC.
- Peperomia hesperomannii
- Peperomia heterodoxa Standl. & Steyerm.
- Peperomia heterophylla Miq.
- Peperomia heterostachya A. Dietr.
- Peperomia heydei C. DC.
- Peperomia heyneana Miq.
- Peperomia hieronymi L.B. Sm.
- Peperomia hilariana Miq.
- Peperomia hildebrandtii Vatke ex C. DC.
- Peperomia hillii Trel.
- Peperomia hintonii Yunck.
- Peperomia hircina C. DC.
- Peperomia hirsuta Miq.
- Peperomia hirsutifolia Trel.
- Peperomia hirta C. DC.
- Peperomia hirtella Miq.
- Peperomia hirtellicaulis Yunck.
- Peperomia hirticaulis C. DC.
- Peperomia hirtipeduncula C. DC.
- Peperomia hirtipetiola C. DC.
- Peperomia hispidorhachis Yunck.
- Peperomia hispidosa Dahlst.
- Peperomia hispidula (Sw.) A. Dietr.
- Peperomia hispiduliformis Trel.
- Peperomia hobbitoides T. Wendt
- Peperomia hodgei Yunck.
- Peperomia hoffmannii C. DC.
- Peperomia holstii C. DC.
- Peperomia hombronii C. DC.
- Peperomia hondoana Trel. & Standl.
- Peperomia honigii Steyerm.
- Peperomia houelmonte Trel.
- Peperomia huacachiana Trel.
- Peperomia huacapistanana Trel.
- Peperomia huahinensis Yunck.
- Peperomia huallagana Trel.
- Peperomia huantana Trel.
- Peperomia huanucoana Trel.
- Peperomia huatuscoana C. DC.
- Peperomia huberi C. DC.
- Peperomia huitzensis Standl. & Steyerm.
- Peperomia humbertii G. Mathieu
- Peperomia humblotii C. DC.
- Peperomia humifusa Yunck.
- Peperomia humilis A. Dietr.
- Peperomia hutchisonii Yunck.
- Peperomia hydnostachya (Trel.) Callejas
- Peperomia hydrocotyloides Miq.
- Peperomia hygrophila Engl.
- Peperomia hygrophiloides C. DC.
- Peperomia hylophila C. DC.
- Peperomia hymenodes Trel.
- Peperomia hypoleuca
- Peperomia hyporhoda Trel.
- Peperomia ibiramana Yunck.
- Peperomia ilaloensis Sodiro
- Peperomia imbracteata Yunck.
- Peperomia imbricata Trel.
- Peperomia imerinae C. DC.
- Peperomia immolata Trel. & Yunck.
- Peperomia inaequalifolia Ruiz & Pav.
- Peperomia inaequalilimba C. DC.
- Peperomia inaequilatera Trel.
- Peperomia inaudax Trel.
- Peperomia incana (Haw.) A. Dietr.
- Peperomia incisa Trel.
- Peperomia incognita Callejas
- Peperomia inconspicua C. DC.
- Peperomia incrassata Trel.
- Peperomia increscens Miq.
- Peperomia induratifolia Trel.
- Peperomia induta C. DC.
- Peperomia infralutea Trel. & Yunck.
- Peperomia infravillosa Trel.
- Peperomia insueta Trel.
- Peperomia insularum Miq.
- Peperomia intermixta Trel.
- Peperomia involucrata Sodiro
- Peperomia ioeides Trel. & Yunck.
- Peperomia ionophylla Griseb.
- Peperomia irazuana C. DC.
- Peperomia irrasa G. Mathieu
- Peperomia isidroana Trel.
- Peperomia itabirana C. DC.
- Peperomia itatiaiana Yunck.
- Peperomia itayana Trel.
- Peperomia izalcoana Trel.
- Peperomia jalcaensis Pino
- Peperomia jaliscana S. Watson
- Peperomia jamaicana Yunck.
- Peperomia jamesoniana C. DC.
- Peperomia jamesonii Regel
- Peperomia japonica Makino
- Peperomia japurensis C. DC.
- Peperomia jarisiana C. DC.
- Peperomia jauaguana C. DC.
- Peperomia jilotepequeana Trel. & Standl.
- Peperomia jimenesana (C. DC.) Trel.
- Peperomia johnsonii C. DC.
- Peperomia johnstonii Trel.
- Peperomia josei Yunck.
- Peperomia juniniana Trel.
- Peperomia juruana C. DC.
- Peperomia kalihiana Yunck.
- Peperomia kalimatina C. DC.
- Peperomia kamerunana C. DC.
- Peperomia kandavuana Yunck.
- Peperomia killipii Trel.
- Peperomia kimnachii Rauch
- Peperomia kipahuluensis H. St. John & Lamoureux
- Peperomia klopfensteinii Pino & Cieza
- Peperomia klotzschiana Miq.
- Peperomia klugiana Trel. & Yunck.
- Peperomia knoblecheriana Schott
- Peperomia koepperi Trel.
- Peperomia kohalana C. DC.
- Peperomia kokeana Yunck.
- Peperomia koolauana C. DC.
- Peperomia kotoensis Yamam.
- Peperomia kulensis
- Peperomia kunthiana C. DC.
- Peperomia kuntzei C. DC.
- Peperomia kusaiensis Hosok.
- Peperomia kyimbilana C. DC.
- Peperomia la-sierrana Trel. & Yunck.
- Peperomia laesa Trel.
- Peperomia laeteviridis Engl.
- Peperomia laevifolia (Blume) Miq.
- Peperomia laevis C. DC.
- Peperomia lagartana C. DC.
- Peperomia lagunaensis C. DC.
- Peperomia lanaiensis C. DC.
- Peperomia lanceolata C. DC.
- Peperomia lanceolatopeltata C. DC.
- Peperomia lancetillana Trel.
- Peperomia lancifolia Hook.
- Peperomia lancifolioidea W.C. Burger
- Peperomia lancilimba C. DC.
- Peperomia langlassei C. DC.
- Peperomia langsdorffii (Miq.) Miq.
- Peperomia lanjouwii Yunck.
- Peperomia lankesteri Trel.
- Peperomia lanosa Trel.
- Peperomia lanuginosa Pino
- Peperomia larana Yunck.
- Peperomia larecajana C. DC.
- Peperomia lasiostigma C. DC.
- Peperomia late-ovata Trel.
- Peperomia laticaulis C. DC.
- Peperomia latifolia Miq.
- Peperomia latilimba Yunck.
- Peperomia latimerana C. DC.
- Peperomia laudabilis Trel.
- Peperomia lawrancei Trel. & Yunck.
- Peperomia laxiflora Kunth
- Peperomia lechleriana Trel.
- Peperomia lehmannii C. DC.
- Peperomia lentibacca C. DC.
- Peperomia lenticularis D. Parodi
- Peperomia leoclemerocana Trel. ex Britton
- Peperomia leonardi Trel.
- Peperomia lepadiphylla Trel.
- Peperomia leptonema Diels
- Peperomia leptophylla Miq.
- Peperomia leptostachya Hook. & Arn.
- Peperomia leptostachyos (Nutt.) Chapm.
- Peperomia leridana Trel.
- Peperomia leucandra Trel.
- Peperomia leucanthera C. DC.
- Peperomia leuconeura Trel.
- Peperomia leucorrhachis Sodiro ex C. DC.
- Peperomia leucostachya C. DC.
- Peperomia leucosticta Trel.
- Peperomia lewisii Proctor
- Peperomia liclicensis Pino & Klopfenstein
- Peperomia liebmannii C. DC.
- Peperomia liesneri Steyerm.
- Peperomia lignescens C. DC.
- Peperomia ligustrina Hillebr.
- Peperomia liliifolia C. DC.
- Peperomia lilliputiana (Pino & Cieza) Pino
- Peperomia lilloi C. DC.
- Peperomia limaensis Trel.
- Peperomia limana Trel. & Standl.
- Peperomia linaresii Véliz
- Peperomia lindeniana Miq.
- Peperomia lindleyana DC.
- Peperomia lindmaniana Dahlst.
- Peperomia linearis C. DC.
- Peperomia lineatipila A. Rich.
- Peperomia litana Trel. & Yunck.
- Peperomia llewelynii Trel. & Yunck.
- Peperomia loefgrenii Yunck.
- Peperomia longeacuminata Trel.
- Peperomia longibacca C. DC.
- Peperomia longicaulis C. DC.
- Peperomia longifolia C. DC.
- Peperomia longilimba C. DC.
- Peperomia longimucronata C. DC.
- Peperomia longipedunculata Opiz
- Peperomia longipes C. DC.
- Peperomia longipetiolata Trel. & Yunck.
- Peperomia longipila C. DC.
- Peperomia longirama C. DC.
- Peperomia longirostrata Yunck.
- Peperomia longisetosa Callejas
- Peperomia longispica Trel.
- Peperomia longispicata C. DC.
- Peperomia lopezensis Trel.
- Peperomia lorentzii C. DC. ex Kuntze
- Peperomia loucoubeana C. DC.
- Peperomia loxensis Kunth
- Peperomia luisana Trel. & Standl.
- Peperomia lunana Trel.
- Peperomia lunaria Desv. ex Ham.
- Peperomia lundellii Trel.
- Peperomia lundii C. DC.
- Peperomia luxii C. DC.
- Peperomia lyallii C. DC.
- Peperomia lyman-smithii Yunck.
- Peperomia macbrideana Trel.
- Peperomia macedoana Yunck.
- Peperomia machaerodonta Trel.
- Peperomia macraeana C. DC.
- Peperomia macrandra C. DC.
- Peperomia macranthera Trel.
- Peperomia macrocarpa C. DC.
- Peperomia macrophylla C. DC.
- Peperomia macropoda Miq.
- Peperomia macrorhiza Kunth
- Peperomia macrorostrum Callejas
- Peperomia macrostachyos (Vahl) A. Dietr.
- Peperomia macrothyrsa Miq.
- Peperomia macrotricha C. DC.
- Peperomia maculosa (L.) Hook.
- Peperomia madagascariensis C. DC.
- Peperomia maestrana Trel.
- Peperomia magnifoliiflora G. Mathieu
- Peperomia magnoliifolia (Jacq.) A. Dietr.
- Peperomia maguirei Yunck.
- Peperomia mahanana C. DC.
- Peperomia majalis Trel.
- Peperomia major (Miq.) C. DC.
- Peperomia mala Trel.
- Peperomia malaccensis Ridl.
- Peperomia maleuvreana Trel.
- Peperomia malmeana Dahlst.
- Peperomia mameiana C. DC.
- Peperomia manabina C. DC.
- Peperomia manarae Steyerm.
- Peperomia mandioccana Miq.
- Peperomia mandonii C. DC.
- Peperomia mannii Hook. f. ex C. DC.
- Peperomia mansericheana Trel.
- Peperomia mantadiana G. Mathieu
- Peperomia mantaroana Pino
- Peperomia mantiquerana C. DC.
- Peperomia manuelii Trel.
- Peperomia mapulehuana Yunck.
- Peperomia marahuacensis Steyerm.
- Peperomia maransara Trel.
- Peperomia mararyna C. DC.
- Peperomia marcapatana Trel.
- Peperomia marcoana C. DC.
- Peperomia margaritifera Bertero ex Hook.
- Peperomia marginata Miq.
- Peperomia mariannensis C. DC.
- Peperomia maribiana C. DC.
- Peperomia marivelesana C. DC.
- Peperomia marmorata Hook. f.
- Peperomia marshalliana Trel.
- Peperomia martagonifolia C. DC.
- Peperomia martiana Miq.
- Peperomia mascarena C. DC.
- Peperomia mascharena C. DC.
- Peperomia matagalpensis W.C. Burger
- Peperomia matapalo Trel.
- Peperomia mathewsiana Miq.
- Peperomia mathewsii C. DC.
- Peperomia matlalucaensis C. DC.
- Peperomia mauiensis Wawra
- Peperomia maunakeana C. DC.
- Peperomia maxonii C. DC.
- Peperomia maypurensis Kunth
- Peperomia medianiana Trel.
- Peperomia medicilimba C. DC.
- Peperomia meeboldii C. DC.
- Peperomia megalanthera Trel.
- Peperomia megalepis Trel.
- Peperomia megalopoda Trel.
- Peperomia megapoda Trel.
- Peperomia megapotamica Dahlst.
- Peperomia melanokirrocarpa Gilli
- Peperomia melanosticta Sodiro
- Peperomia melanostigma (Miq.) Miq.
- Peperomia melinii Yunck.
- Peperomia membranacea Hook. & Arn.
- Peperomia menkeana Miq.
- Peperomia mentiens Trel.
- Peperomia mercedana C. DC.
- Peperomia meridana Yunck.
- Peperomia merrillii C. DC.
- Peperomia mesitasana Trel. & Yunck.
- Peperomia metallica Linden & Rodigas
- Peperomia metapalcoensis C. DC.
- Peperomia metcalfii Trel. & Yunck.
- Peperomia mexicana (Miq.) Miq.
- Peperomia michelensis Trel.
- Peperomia microlepis Trel.
- Peperomia micromamillata Trel.
- Peperomia micromerioides Sodiro
- Peperomia microphylla Kunth
- Peperomia microphyllophora Trel. & Yunck.
- Peperomia microreticulata Steyerm.
- Peperomia millei Sodiro
- Peperomia milvifolia Trel.
- Peperomia minarum Standl. & Steyerm.
- Peperomia minensis Henschen
- Peperomia minima C. DC.
- Peperomia minuta A.W. Hill
- Peperomia miqueliana C. DC.
- Peperomia miradorense C. DC.
- Peperomia miradoresiana C. DC.
- Peperomia mishuyacana Trel.
- Peperomia misionense Yunck.
- Peperomia mitchelioides Sodiro
- Peperomia mitoensis Pino & Samain
- Peperomia mixtifolia Trel. ex Callejas
- Peperomia mniophila C. DC.
- Peperomia mocoana Yunck.
- Peperomia mocquerysii C. DC.
- Peperomia modicilimba C. DC.
- Peperomia moerenhoutii C. DC.
- Peperomia molithrix Trel. & Standl.
- Peperomia molleri C. DC.
- Peperomia mollipubis Trel.
- Peperomia mollis Kunth
- Peperomia mollisoides Yunck.
- Peperomia moncionis Trel.
- Peperomia monini C. DC.
- Peperomia monostachya Ruiz & Pav.
- Peperomia monsterifolia Griseb.
- Peperomia montana C. DC.
- Peperomia montazosana Trel.
- Peperomia montecristana Trel.
- Peperomia montefrionis Trel.
- Peperomia monticola Miq.
- Peperomia montis-verticis Trel.
- Peperomia montium C. DC.
- Peperomia moralesii Véliz
- Peperomia moreliana Yunck.
- Peperomia moritzii C. DC.
- Peperomia mornicola C. DC.
- Peperomia morungavana Yunck.
- Peperomia mosenii Dahlst.
- Peperomia moulmeiniana C. DC.
- Peperomia mourae C. DC.
- Peperomia muelleri C. DC.
- Peperomia multifida Trel.
- Peperomia multifolia Yunck.
- Peperomia multiformis Trel.
- Peperomia multiplinervia Trel. & Yunck.
- Peperomia multispica C. DC.
- Peperomia munyecoana Trel.
- Peperomia muralis Yunck.
- Peperomia muscicola Ridl.
- Peperomia muscigaudens C. DC.
- Peperomia muscipara Trel. & Yunck.
- Peperomia muscisedens C. DC.
- Peperomia muscophila C. DC.
- Peperomia muscophylla C. DC.
- Peperomia muscosa Link
- Peperomia muscotecta Trel.
- Peperomia mutilata Trel.
- Peperomia myosuroides (Rudge) A. Dietr.
- Peperomia myosurus Willd. ex A. Dietr.
- Peperomia myriocarpa Miq.
- Peperomia myrtifolia (Vahl) A. Dietr.
- Peperomia myrtillus Miq.
- Peperomia naevifolia Trel.
- Peperomia naitasiriensis Yunck.
- Peperomia nakaharae Hayata
- Peperomia namosiana Yunck.
- Peperomia nana C. DC.
- Peperomia nandalana Yunck.
- Peperomia nandarivatensis Yunck.
- Peperomia naranjoana C. DC.
- Peperomia navarrana Trel.
- Peperomia naviculaefolia Trel.
- Peperomia neblinana Yunck.
- Peperomia nebuligaudens Trel.
- Peperomia negotiosa Trel. ex Stehlé & L. Quentin
- Peperomia negrosensis C. DC.
- Peperomia nematostachya Link
- Peperomia nemoralis C. DC.
- Peperomia nemorosa (Vahl) C. DC.
- Peperomia nequejahuirana Trel.
- Peperomia nervosa C. DC.
- Peperomia nicolliae G. Mathieu
- Peperomia nicoyana C. DC.
- Peperomia niederleinii C. DC.
- Peperomia nievecitana Trel.
- Peperomia nigrescens Stehlé
- Peperomia nigricans Trel.
- Peperomia nigro-ungulata Trel. & Yunck.
- Peperomia nigrooculata Trel.
- Peperomia nigropunctata Miq.
- Peperomia nilssonii Yunck.
- Peperomia nitida Dahlst.
- Peperomia nivalis Miq.
- Peperomia niveo-punctulata Trel.
- Peperomia nizaitoensis C. DC.
- Peperomia nodosa Yunck.
- Peperomia nonalata Trel.
- Peperomia nonhispidula Trel.
- Peperomia nopalana G. Mathieu
- Peperomia nossibeana C. DC.
- Peperomia novae-helvetiae Trel.
- Peperomia novella Trel.
- Peperomia nuda C. DC.
- Peperomia nudicaulis C. DC.
- Peperomia nudifolia C. DC.
- Peperomia nudinodis Trel.
- Peperomia nudipetiola C. DC.
- Peperomia nummularia Trel.
- Peperomia nummularifolia (Sw.) Kunth
- Peperomia nummularioides Griseb.
- Peperomia oahuensis C. DC.
- Peperomia obcordata C. Presl
- Peperomia obcordatifolia Trel.
- Peperomia obex Trel.
- Peperomia oblanceolata Trel.
- Peperomia obliqua Ruiz & Pav.
- Peperomia oblongibacca C. DC.
- Peperomia oblongifolia C. DC.
- Peperomia obovalifolia Callejas
- Peperomia obovalis Trel. & Yunck.
- Peperomia obovata (Vahl) C. DC.
- Peperomia obovatilimba C. DC.
- Peperomia obruenda Trel.
- Peperomia obscurifolia C. DC.
- Peperomia obtusifolia (L.) A. Dietr.
- Peperomia obtusilimba C. DC.
- Peperomia obversa A. Dietr.
- Peperomia occulta G. Mathieu
- Peperomia ocoana Ekman ex Trel.
- Peperomia ocrosensis G. Mathieu & Pino
- Peperomia ocumarana Trel. & Yunck.
- Peperomia oerstedii C. DC.
- Peperomia okarana Trel.
- Peperomia olafiana Trel.
- Peperomia olens C. DC.
- Peperomia olivacea C. DC.
- Peperomia oliveri J. Florence & W.L. Wagner
- Peperomia ollantaitambona Trel.
- Peperomia omnicola C. DC.
- Peperomia onyphylla C. DC.
- Peperomia ophistachyera Gilli
- Peperomia opiziana A. Dietr.
- Peperomia orbicularis C. DC.
- Peperomia orbiculimba Yunck.
- Peperomia oreophila Henschen
- Peperomia orientalis Trel.
- Peperomia ornata Yunck.
- Peperomia osana Trel.
- Peperomia oscarii Trel. & Yunck.
- Peperomia otonii Trel.
- Peperomia ottoniana Miq.
- Peperomia ouabianae C. DC.
- Peperomia ovalifolia Hook.
- Peperomia ovatilimba C. DC.
- Peperomia ovatolanceolata Trel. & Yunck.
- Peperomia ovatopeltata C. DC.
- Peperomia oxycarpa C. DC.
- Peperomia oxyphylla C. DC.
- Peperomia oxystachya C. DC.
- Peperomia pachiteana Trel.
- Peperomia pachydermis C. DC.
- Peperomia pachyphlebia Trel.
- Peperomia pachyphylla Miq.
- Peperomia pachystachya C. DC.
- Peperomia painteri Trel.
- Peperomia pakipski C. DC.
- Peperomia palauensis C. DC.
- Peperomia palcana C. DC.
- Peperomia palcipila C. DC.
- Peperomia pallens Kunth
- Peperomia pallescens Miq.
- Peperomia pallida A. Dietr.
- Peperomia pallidinervis C. DC.
- Peperomia palmae Trel.
- Peperomia palmana C. DC.
- Peperomia palmensis Trel.
- Peperomia palmiformis Pino & Samain
- Peperomia palmiriensis C. DC.
- Peperomia palpebrata Trel.
- Peperomia pampalcana Trel.
- Peperomia panamensis C. DC.
- Peperomia pandiana C. DC.
- Peperomia pandina C. DC.
- Peperomia paniculata Regel
- Peperomia papantlacensis C. DC.
- Peperomia papillispica C. DC.
- Peperomia papillosa Dahlst.
- Peperomia papulata Trel.
- Peperomia paradoxa Diels
- Peperomia paramuna Callejas
- Peperomia parasitica C. DC.
- Peperomia parastriata G. Mathieu
- Peperomia parcifolia C. DC.
- Peperomia parcipeltata G. Mathieu
- Peperomia parhamii Yunck.
- Peperomia pariensis Steyerm.
- Peperomia parietariifolia Trel.
- Peperomia parkeriana Miq.
- Peperomia parmata Trel.
- Peperomia parnassiifolia Miq.
- Peperomia parryana Trel.
- Peperomia parva Trel.
- Peperomia parvicaulis C. DC.
- Peperomia parvifolia C. DC.
- Peperomia parvilimba C. DC.
- Peperomia parvipunctulata Trel.
- Peperomia parvisagittata G. Mathieu & Pino
- Peperomia parvispica C. DC.
- Peperomia parvula Hillebr.
- Peperomia parvulifolia Trel.
- Peperomia pascuicola C. DC.
- Peperomia pasionana Trel. ex G. Mathieu
- Peperomia patula C. DC.
- Peperomia pavasiana C. DC.
- Peperomia pavoniana C. DC.
- Peperomia pearcei Trel.
- Peperomia pecuniifolia Trel. & Standl.
- Peperomia pedicellata Dahlst.
- Peperomia peduncularis Sodiro
- Peperomia pedunculata C. DC.
- Peperomia peepuloides C. DC.
- Peperomia pellucida (L.) Kunth
- Peperomia pellucidoides Yunck.
- Peperomia peltaphylla Trel. & Yunck.
- Peperomia peltata (L.) A. Dietr.
- Peperomia peltifolia C. DC.
- Peperomia peltigera C. DC.
- Peperomia peltilimba C. DC. ex Trel.
- Peperomia peltoidea Kunth
- Peperomia pendula C. DC.
- Peperomia pendulicaulis C. DC.
- Peperomia penduliramea Yunck.
- Peperomia penicillata C. DC.
- Peperomia peninsularis Trel.
- Peperomia pennellii Trel. & Yunck.
- Peperomia penninervia Baker
- Peperomia pentadactyla Yunck.
- Peperomia peploides Kunth
- Peperomia percalvescens Trel.
- Peperomia perciliata Yunck.
- Peperomia percrassicaulis Trel.
- Peperomia percuneata Trel.
- Peperomia pereirae Yunck.
- Peperomia pereneana Trel.
- Peperomia pereskiifolia (Jacq.) Kunth
- Peperomia perforata Opiz
- Peperomia pergamentacea Trel.
- Peperomia perglandulosa Yunck.
- Peperomia perherbacea Trel.
- Peperomia perhispidula C. DC.
- Peperomia perinduta C. DC.
- Peperomia perlongicaulis Yunck.
- Peperomia perlongipedunculata Trel. & Yunck.
- Peperomia perlongipes C. DC.
- Peperomia perlongispica Yunck.
- Peperomia pernambucensis Miq.
- Peperomia perodiniana Trel.
- Peperomia perrottetiana Miq.
- Peperomia persuccosa DC.
- Peperomia persuculenta Yunck.
- Peperomia persulcata Yunck.
- Peperomia pertomentella Trel.
- Peperomia peruviana Dahlst.
- Peperomia petenensis Trel.
- Peperomia petiolaris C. DC.
- Peperomia petiolata Hook. f.
- Peperomia petraea C. DC.
- Peperomia petrophila C. DC.
- Peperomia philipsonii Yunck.
- Peperomia phrymatopsis Trel. & Yunck.
- Peperomia phyllantha Opiz
- Peperomia phyllanthopsis Trel. & Yunck.
- Peperomia phyllostachya Sodiro
- Peperomia physostachya G. Mathieu
- Peperomia pichinchae C. DC.
- Peperomia pichisensis Trel.
- Peperomia piedrana Trel.
- Peperomia pilaloensis Yunck.
- Peperomia pilicaulis C. DC.
- Peperomia pilifera Trel.
- Peperomia pililimba C. DC.
- Peperomia pilinervia C. DC.
- Peperomia pilipeduncula Trel.
- Peperomia pilipetiolata Callejas
- Peperomia pillahuatana Trel.
- Peperomia pilosa Ruiz & Pav.
- Peperomia pilostigma Yunck.
- Peperomia pilosula C. DC.
- Peperomia pilulifera Trel.
- Peperomia pinedoana Trel.
- Peperomia pinoi G. Mathieu
- Peperomia pinulana C. DC.
- Peperomia piperea C. DC.
- Peperomia piperorum Trel.
- Peperomia piresii Yunck.
- Peperomia pirrisana Trel.
- Peperomia pitiguayana Trel.
- Peperomia pittieri C. DC.
- Peperomia plantaginifolia Opiz
- Peperomia platyphylla C. DC.
- Peperomia playapampana Trel.
- Peperomia pleiomorpha Trel.
- Peperomia plicata Opiz
- Peperomia plicatifolia Trel.
- Peperomia plinervata H. St. John
- Peperomia plurispica Trel.
- Peperomia pluvigaudens C. DC.
- Peperomia pluvisilvatica G. Mathieu
- Peperomia poasana C. DC.
- Peperomia podocarpa C. DC.
- Peperomia poeppigii Miq.
- Peperomia pololensis Trel.
- Peperomia pololuana Yunck.
- Peperomia polybotrya Kunth
- Peperomia polycephala Trel.
- Peperomia polymorpha Trel.
- Peperomia polystachyoides Dahlst.
- Peperomia polystachyos (Aiton) Hook.
- Peperomia pongoana Trel.
- Peperomia ponthieui Miq.
- Peperomia pontina Trel.
- Peperomia popayanensis Trel. & Yunck.
- Peperomia porphyridea Diels
- Peperomia porriginifera Trel. & Yunck.
- Peperomia porschiana Trel.
- Peperomia portobellensis Beurl.
- Peperomia portoricensis Urb.
- Peperomia portuguesensis Steyerm.
- Peperomia portulacifolia Kunth
- Peperomia portulacoides (Lam.) A. Dietr.
- Peperomia potamophila Callejas
- Peperomia pothifolia Trel.
- Peperomia ppucu-ppucu Trel.
- Peperomia praecox Trel.
- Peperomia praematura Trel. & Yunck.
- Peperomia praeruptorum Trel.
- Peperomia praetenuis Trel.
- Peperomia praeteruentifolia Trel.
- Peperomia preussii C. DC.
- Peperomia pringlei C. DC.
- Peperomia proctorii Yunck.
- Peperomia procumbens C. DC.
- Peperomia producta Griseb.
- Peperomia productamenta Trel.
- Peperomia profissa Trel.
- Peperomia prolifera Yunck.
- Peperomia propugnaculi Trel.
- Peperomia prostrata B.S. Williams
- Peperomia pruinosa (Kunth) Bonpl.
- Peperomia pruinosifolia Trel.
- Peperomia pseudoalpina Trel.
- Peperomia pseudoalternifolia Trel. & Yunck.
- Peperomia pseudoamplexicaulis C. DC.
- Peperomia pseudoasarifolia Callejas & G. Mathieu
- Peperomia pseudobcordata Yunck.
- Peperomia pseudoboliviensis Trel.
- Peperomia pseudocasaretti C. DC.
- Peperomia pseudocobana Yunck.
- Peperomia pseudodependens C. DC.
- Peperomia pseudodindygulensis C. DC.
- Peperomia pseudoelata Callejas
- Peperomia pseudoestrellensis C. DC.
- Peperomia pseudofurcata C. DC.
- Peperomia pseudogalapagensis Trel.
- Peperomia pseudoglabella Steyerm.
- Peperomia pseudohirta Callejas
- Peperomia pseudohodgei Callejas
- Peperomia pseudohoffmannii Trel.
- Peperomia pseudojamesoniana Steyerm.
- Peperomia pseudomaculosa Callejas
- Peperomia pseudomajor C. DC.
- Peperomia pseudopedicellata Trel.
- Peperomia pseudopeltoidea C. DC.
- Peperomia pseudopereskiifolia C. DC.
- Peperomia pseudoperuviana (Pino) Pino
- Peperomia pseudophyllantha Samain
- Peperomia pseudoreflexa C. DC.
- Peperomia pseudorhombea C. DC.
- Peperomia pseudorhynchophoros C. DC.
- Peperomia pseudorufescens C. DC.
- Peperomia pseudosalicifolia Trel.
- Peperomia pseudoserratirhachis D. Monteiro
- Peperomia pseudosilvarum Yunck.
- Peperomia pseudotetraphylla Trel.
- Peperomia pseudoumbilicata Yunck.
- Peperomia pseudovariegata C. DC.
- Peperomia pseudoverruculosa G. Mathieu
- Peperomia psiloclada C. DC.
- Peperomia psilophylla C. DC.
- Peperomia psilostachya C. DC.
- Peperomia psilostigma C. DC.
- Peperomia pterocaulis Miq.
- Peperomia pteroneura C. DC.
- Peperomia puberula Baker
- Peperomia puberulaeformis Trel.
- Peperomia puberulescens Callejas
- Peperomia puberulibacca C. DC.
- Peperomia puberulicaulis Trel. & Yunck.
- Peperomia puberulilimba C. DC.
- Peperomia puberulipes Trel.
- Peperomia puberulispica C. DC.
- Peperomia pubescentinervis Trel.
- Peperomia pubinervosa Trel.
- Peperomia pubipeduncula Yunck.
- Peperomia pubipetiola C. DC.
- Peperomia pubiramea Trel.
- Peperomia pubirhachis Yunck.
- Peperomia puerto-ospinana Trel. & Yunck.
- Peperomia pugnicaudex Pino
- Peperomia pulchella (Aiton) A. Dietr.
- Peperomia pulicaris Opiz
- Peperomia pullispica Trel.
- Peperomia pululaguana C. DC.
- Peperomia pumila Opiz
- Peperomia punctata C. DC.
- Peperomia punctatifolia Trel.
- Peperomia punctatilamina Trel. & Yunck.
- Peperomia punctulata Regel
- Peperomia punctulatissima Trel.
- Peperomia punicea Dahlst.
- Peperomia purpurascens C. DC.
- Peperomia purpurea Ruiz & Pav.
- Peperomia purpurella C. DC.
- Peperomia purpureonervosa G. Mathieu
- Peperomia purpurinervis C. DC.
- Peperomia purpurinodis Yunck.
- Peperomia purpurispicata Callejas
- Peperomia pusilla Callejas
- Peperomia pustulatibacca Trel. & Stehlé
- Peperomia puteolata Trel.
- Peperomia puteolifera Trel.
- Peperomia putlaensis G. Mathieu
- Peperomia putumayoensis Trel. & Yunck.
- Peperomia pyramidata Sodiro
- Peperomia pyrifolia Kunth
- Peperomia pyrolifolia Trel.
- Peperomia quadrangularis (J.V. Thomps.) A. Dietr.
- Peperomia quadratifolia Trel.
- Peperomia quadricoma Trel.
- Peperomia quadrifolia (L.) Kunth
- Peperomia quadrivii Trel.
- Peperomia quaerata Trel.
- Peperomia quaesita Trel.
- Peperomia quaternata Miq.
- Peperomia quatrometralis Trel.
- Peperomia querocochana G. Mathieu & Pino
- Peperomia queserana Trel.
- Peperomia questeliana Stehlé & Trel.
- Peperomia questionis G. Mathieu
- Peperomia quetzal Véliz, Archila & L. Velásquez
- Peperomia quimiriana Trel.
- Peperomia quindioensis Trel. & Yunck.
- Peperomia quirosii Trel.
- Peperomia quispicanchiana Trel.
- Peperomia quitensis Miq.
- Peperomia quotifolia Trel.
- Peperomia racemifolia Trel.
- Peperomia radiatinervosa G. Mathieu
- Peperomia radicans C. DC.
- Peperomia radicosa Yunck.
- Peperomia raivavaeana Yunck.
- Peperomia ramboi Yunck.
- Peperomia ramosa Trel.
- Peperomia ramulosa Andersson
- Peperomia rapensis F. Br.
- Peperomia rata Trel.
- Peperomia ratticaudata G. Mathieu
- Peperomia rechingerae C. DC.
- Peperomia recurvata Miq.
- Peperomia redondoana Trel.
- Peperomia reflexa Kunth
- Peperomia reflexifolia Trel.
- Peperomia regelii C. DC.
- Peperomia regnelliana Miq.
- Peperomia reineckei C. DC.
- Peperomia rejecta Trel.
- Peperomia remyi C. DC.
- Peperomia renifolia C. DC.
- Peperomia reniformis Ruiz & Pavon
- Peperomia repens Kunth
- Peperomia reptabunda Trel.
- Peperomia reptans C. DC.
- Peperomia reptilis C. DC.
- Peperomia resedaeflora Linden & André
- Peperomia resediflora Linden & André
- Peperomia reticulata Balf. f.
- Peperomia retivenulosa Yunck.
- Peperomia retropuberula Yunck.
- Peperomia retusa (L. f.) A. Dietr.
- Peperomia rhexiifolia Moritz ex C. DC.
- Peperomia rhodophlebia Trel.
- Peperomia rhodophylla Trel.
- Peperomia rhombea Ruiz & Pav.
- Peperomia rhombeifolia Trel.
- Peperomia rhombeo-ovata Trel. & Yunck.
- Peperomia rhombeoelliptica Trel.
- Peperomia rhombifolia Trel.
- Peperomia rhombiformis Trel.
- Peperomia rhombilimba Trel.
- Peperomia rhomboidea Hook. & Arn.
- Peperomia rhomboides Dahlst.
- Peperomia ricaurtensis Yunck.
- Peperomia richardsonii G. Mathieu
- Peperomia riedeliana Regel
- Peperomia rigidolimba C. DC.
- Peperomia rinconensis Trel.
- Peperomia rio-poasensis Trel.
- Peperomia rioalbae Trel.
- Peperomia rioblancoana Trel. & Yunck.
- Peperomia riocaliensis Trel. & Yunck.
- Peperomia riocangrejalensis Trel.
- Peperomia riparia Yunck.
- Peperomia ripicola C. DC.
- Peperomia rivi-vetusti Trel.
- Peperomia rivulamans Silverst.
- Peperomia rivulorum C. DC.
- Peperomia rizzinii Yunck.
- Peperomia robleana Trel. & Yunck.
- Peperomia robusta G. Mathieu
- Peperomia robustior Urb.
- Peperomia rockii C. DC.
- Peperomia rodriguesiana Balf. f.
- Peperomia roigana Trel.
- Peperomia rojasii C. DC.
- Peperomia romaensis Trel.
- Peperomia roqueana Trel.
- Peperomia roraimana C. DC.
- Peperomia rosea Trel.
- Peperomia roseocaulis Yunck.
- Peperomia roseopetiolata Callejas
- Peperomia rostulatiformis Yunck.
- Peperomia rothschuhii C. DC.
- Peperomia rotundata Kunth
- Peperomia rotundifolia (L.) Kunth
- Peperomia rotundilimba C. DC.
- Peperomia rubea Trel.
- Peperomia rubefacta Trel.
- Peperomia rubella Hook.
- Peperomia rubens Trel.
- Peperomia rubescens C. DC.
- Peperomia rubioides Kunth
- Peperomia rubramenta Trel. & Yunck.
- Peperomia rubricaulis (Nees) A. Dietr.
- Peperomia rubrifolia Trel.
- Peperomia rubrinodis Kunth & C.D. Bouché
- Peperomia rubripetiola Trel.
- Peperomia rubrispica Trel.
- Peperomia rubrivenosa C. DC.
- Peperomia rubropunctata C. DC.
- Peperomia rubropunctulata C. DC.
- Peperomia rufescens C. DC.
- Peperomia rufescentifolia Trel.
- Peperomia rufispica Yunck.
- Peperomia rugata Trel.
- Peperomia rugatifolia Trel.
- Peperomia rugosa C.C. Berg, E.A. Mennega & Tolsma
- Peperomia rupertiana C. DC.
- Peperomia rupestris Kunth
- Peperomia rupiceda DC. ex A.W. Hill
- Peperomia rupicola C. DC.
- Peperomia rupigaudens C. DC.
- Peperomia rurrenabaqueana Trel.
- Peperomia rurutana Yunck.
- Peperomia rusbyi C. DC.
- Peperomia ruscifolia Kunth
- Peperomia sabaletasana Yunck.
- Peperomia sachatzinzumba Trel. & Yunck.
- Peperomia sagittata G. Mathieu
- Peperomia saintpauliella Grayum
- Peperomia salaminana Trel. & Yunck.
- Peperomia salangonis Trel. & Yunck.
- Peperomia salicifolia C. DC.
- Peperomia saligna Kunth
- Peperomia saligna × umbellifera
- Peperomia salmonicolor Trel.
- Peperomia saltivagans Trel.
- Peperomia salvaje C. DC.
- Peperomia samainiae Pino
- Peperomia samoensis Warb.
- Peperomia san-carlosiana C. DC.
- Peperomia san-felipensis C. DC.
- Peperomia san-joseana C. DC.
- Peperomia san-pedroana Trel.
- Peperomia sanblasensis Callejas
- Peperomia sanbuenaventurana Trel.
- Peperomia sandemanii Yunck.
- Peperomia sandwicensis Miq.
- Peperomia sangabanensis Trel.
- Peperomia sanjuanana Trel.
- Peperomia sanpedritoi Trel.
- Peperomia sanquininiana Trel. & Yunck.
- Peperomia sanramonensis C. DC.
- Peperomia sanroqueana Trel.
- Peperomia santa-helenae Trel.
- Peperomia santacruzana Trel.
- Peperomia santaelisae C. DC.
- Peperomia santanana Trel.
- Peperomia santanderana Trel. & Yunck.
- Peperomia santarosana C. DC.
- Peperomia santiagoana Trel.
- Peperomia sarcocarpa Trel.
- Peperomia sarcodes Trel.
- Peperomia sarcophylla Sodiro
- Peperomia sarcostachya Trel.
- Peperomia sarcostigma C. DC.
- Peperomia sarmentosa Sodiro
- Peperomia saxatilis C. DC.
- Peperomia saxicola C. DC.
- Peperomia saxigaudens C. DC.
- Peperomia scabiosa Trel.
- Peperomia scandens Ruiz & Pav.
- Peperomia schenkiana Dahlst.
- Peperomia scheryi Trel.
- Peperomia schiedeana Schltdl.
- Peperomia schiedei C. DC.
- Peperomia schizandra Trel.
- Peperomia schizostachya Trel.
- Peperomia schmidtii C. DC.
- Peperomia schomburgkii C. DC.
- Peperomia schultzei Trel. & Yunck.
- Peperomia schunkeana Trel.
- Peperomia schwackei C. DC.
- Peperomia sciaphila C. DC.
- Peperomia sclerophylla Trel.
- Peperomia scopulorum Trel.
- Peperomia scutaleifolia Trel.
- Peperomia scutata A. Dietr.
- Peperomia scutellaefolia Ruiz & Pav.
- Peperomia scutellariifolia Sodiro
- Peperomia scutellata C. DC.
- Peperomia scutifolia C. DC.
- Peperomia scutilimba Yunck.
- Peperomia secunda Ruiz & Pav.
- Peperomia secundiflora Ruiz & Pav.
- Peperomia seemanniana Miq.
- Peperomia segregata T.S. Dantas, Carv.-Silva & P.E.A.S. Câmara
- Peperomia seibertii Trel.
- Peperomia selenophylla Pino & Cieza
- Peperomia seleri C. DC.
- Peperomia sellowiana Miq.
- Peperomia semidecurrens Trel.
- Peperomia semimetralis C. DC.
- Peperomia semipuberula Trel. & Yunck.
- Peperomia semiruensis C. DC.
- Peperomia semisupina Trel.
- Peperomia sepicola Trel.
- Peperomia seposita Trel.
- Peperomia septemnervis Ruiz & Pav.
- Peperomia septuplinervia C. DC.
- Peperomia serpens (Sw.) Loudon
- Peperomia serpentarioides Miq.
- Peperomia serpyllifolia (Vahl) A. Dietr.
- Peperomia serratirhachis Yunck.
- Peperomia sessilifolia C. DC.
- Peperomia setosispica Trel.
- Peperomia sidifolia (Link & Otto) A. Dietr.
- Peperomia sierpeana Callejas
- Peperomia siguaneana Trel.
- Peperomia siguatepequensis Trel.
- Peperomia silvarum C. DC.
- Peperomia silvestris C. DC.
- Peperomia silvicola C. DC.
- Peperomia silvivaga C. DC.
- Peperomia similis Britton
- Peperomia simplex Desv. ex Ham.
- Peperomia simulans C. DC.
- Peperomia simulatio Trel.
- Peperomia simuliformis Callejas
- Peperomia sincorana C. DC.
- Peperomia sintenisii C. DC.
- Peperomia sirupayana C. DC.
- Peperomia sisiana C. DC.
- Peperomia skottsbergii C. DC. ex Skottsb.
- Peperomia skutchii Trel. & Standl.
- Peperomia smithiana DC.
- Peperomia smithii Trel.
- Peperomia sneidernii Yunck.
- Peperomia snodgrassii C. DC.
- Peperomia socorronis Trel.
- Peperomia sodiroi C. DC.
- Peperomia solisii Trel.
- Peperomia soratana C. DC.
- Peperomia soukupii Trel.
- Peperomia spathophylla Dahlst.
- Peperomia spathulifolia Small
- Peperomia spatulata Desv. ex Ham.
- Peperomia speciosa (Kunth) Bonpl.
- Peperomia spectabilis Miq.
- Peperomia sphaerostachya G. Mathieu
- Peperomia sphagnicola Trel.
- Peperomia spiculata Trel.
- Peperomia spiritus-sancti E.F. Guim. & Carv.-Silva
- Peperomia spruceana Benth. ex C. DC.
- Peperomia sprucei C. DC.
- Peperomia st.-johnii Yunck.
- Peperomia staminea Trel.
- Peperomia standleyi Trel.
- Peperomia stehleana Trel.
- Peperomia steinbachii Yunck.
- Peperomia stelechophila C. DC.
- Peperomia stellata A. Dietr.
- Peperomia stenocarpa Regel
- Peperomia stenocaulis C. DC.
- Peperomia stenophylla C. DC.
- Peperomia stenophyllopsis Trel.
- Peperomia stenostachya C. DC.
- Peperomia stevensii Trel.
- Peperomia stewartii C. DC.
- Peperomia steyermarkii Yunck.
- Peperomia stilifera Yunck.
- Peperomia stipitifolia Trel.
- Peperomia stolonifera Kunth
- Peperomia storkii Trel.
- Peperomia strawii Hutchison ex Pino & Klopfenstein
- Peperomia striata Ruiz & Pav.
- Peperomia stroemfeltii Dahlst.
- Peperomia stuckertii C. DC.
- Peperomia stuebelii C. DC.
- Peperomia stuhlmannii C. DC.
- Peperomia suaveolens Desf. ex Ham.
- Peperomia suavis Trel.
- Peperomia subacaulis Trel.
- Peperomia subalata C. DC.
- Peperomia subamplexicaulis Trel.
- Peperomia subandina Trel.
- Peperomia subanomala Trel.
- Peperomia subbasellaefolia Trel.
- Peperomia subblanda C. DC.
- Peperomia subbracteiflora DC.
- Peperomia subcalvescens Trel.
- Peperomia subconcava Trel.
- Peperomia subcorymbosa Sodiro
- Peperomia subdichotoma De Wild.
- Peperomia subdiscoidea Sodiro
- Peperomia subdita Trel.
- Peperomia subelongata C. DC.
- Peperomia subemarginata Yunck.
- Peperomia subemarginulata (C. DC.) Trel.
- Peperomia subflaccida Yunck.
- Peperomia subgeminispica Trel.
- Peperomia subglabricaulis C. DC.
- Peperomia sublaxiflora C. DC.
- Peperomia submarginata Yunck.
- Peperomia subnudilimba C. DC.
- Peperomia suboppositifolia Yunck.
- Peperomia subpeltata (Willd.) A. Dietr.
- Peperomia subpetiolata Yunck.
- Peperomia subpilosa Yunck.
- Peperomia subpubistachya Yunck.
- Peperomia subpulchella Trel.
- Peperomia subquadrifolia Trel.
- Peperomia subrenifolia Trel. & Yunck.
- Peperomia subretusa Yunck.
- Peperomia subroseispica C. DC.
- Peperomia subrotunda (Haw.) A. Dietr.
- Peperomia subrotundifolia C. DC.
- Peperomia subrubescens Yunck.
- Peperomia subrubricaulis C. DC.
- Peperomia subrubrispica C. DC.
- Peperomia subsecunda C. DC.
- Peperomia subsericata Trel.
- Peperomia subsessilifolia C. DC.
- Peperomia subsetifolia Yunck.
- Peperomia subspathulata Yunck.
- Peperomia substriata C. DC.
- Peperomia substrigosa Trel.
- Peperomia subternifolia Yunck.
- Peperomia subvillicaulis Trel.
- Peperomia subvillosa Van Heurck & Müll. Arg.
- Peperomia succulenta C. DC.
- Peperomia suchitanensis Trel. & Standl.
- Peperomia sucumbiosensis Yunck.
- Peperomia sui T.T. Lin & S.Y. Lu
- Peperomia sulbahiensis D. Monteiro & Nadruz
- Peperomia sulcata C. DC.
- Peperomia sumichrastii C. DC.
- Peperomia sumidoriana C. DC.
- Peperomia suratana Trel. & Yunck.
- Peperomia surinamensis C. DC.
- Peperomia suspensa C. DC.
- Peperomia swartziana Miq.
- Peperomia sylvatica C. DC.
- Peperomia sylvestris C. DC.
- Peperomia sympodialis Trel. & Yunck.
- Peperomia syringifolia C. DC.
- Peperomia tablahuasiana C. DC.
- Peperomia tacanana Trel. & Standl.
- Peperomia taco-tacoi Trel.
- Peperomia tacticana Trel. & Standl.
- Peperomia tacuariana Trel.
- Peperomia tafelbergensis Yunck.
- Peperomia talinifolia Kunth
- Peperomia tamayoi Trel. & Yunck.
- Peperomia tambitoensis Trel. & Yunck.
- Peperomia tamboana Yunck.
- Peperomia tanalensis Baker
- Peperomia tancitaroana Trel. ex Viccon & G. Mathieu
- Peperomia tarapotana C. DC.
- Peperomia tatamana Yunck.
- Peperomia tatei Yunck.
- Peperomia taylorii C. DC.
- Peperomia tecticola C. DC.
- Peperomia tejana Trel. & Yunck.
- Peperomia tenae Trel. & Yunck.
- Peperomia tenebraegaudens Trel.
- Peperomia tenella (Sw.) A. Dietr.
- Peperomia tenelliformis Trel.
- Peperomia tenera Miq.
- Peperomia tenerrima Schltdl. & Cham.
- Peperomia tenuicaulis C. DC.
- Peperomia tenuiflora Opiz
- Peperomia tenuifolia C. DC.
- Peperomia tenuilimba C. DC.
- Peperomia tenuimarginata Trel. & Yunck.
- Peperomia tenuimucronata Trel.
- Peperomia tenuinerva C. DC.
- Peperomia tenuinervis Trel.
- Peperomia tenuipeduncula C. DC.
- Peperomia tenuipes Trel.
- Peperomia tenuiramea C. DC.
- Peperomia tenuispica C. DC.
- Peperomia tenuissima C. DC.
- Peperomia tepoztecoana G. Mathieu
- Peperomia tequendamana Trel.
- Peperomia terebinthina G. Mathieu
- Peperomia teresitensis Trel.
- Peperomia ternata C. DC.
- Peperomia ternata × alpina
- Peperomia terraegaudens Trel. & Yunck.
- Peperomia tetragona Ruiz & Pav.
- Peperomia tetraphylla Hook. & Arn.
- Peperomia tetraquetra Sodiro
- Peperomia tetrica Trel.
- Peperomia theodori Trel.
- Peperomia thienii Yunck.
- Peperomia thionvilleana Trel.
- Peperomia thollonii C. DC.
- Peperomia thomeana C. DC.
- Peperomia thomsoni Hook. f.
- Peperomia thomsonii Hook. f.
- Peperomia thwaitesii C. DC.
- Peperomia ticunhuayana Trel.
- Peperomia tilarana Trel.
- Peperomia tillettii Steyerm.
- Peperomia timbuchiana Trel.
- Peperomia tithymaloides A. Dietr.
- Peperomia tlapacoyoensis C. DC.
- Peperomia toledoana Callejas
- Peperomia tolimensis Trel. & Yunck.
- Peperomia tomentella Trel. & Yunck.
- Peperomia tominana C. DC.
- Peperomia tonduzii C. DC.
- Peperomia tooviiana J. Florence
- Peperomia topoensis Yunck.
- Peperomia toroi Trel. & Yunck.
- Peperomia tortugana Trel.
- Peperomia tovariana C. DC.
- Peperomia translucens Trel.
- Peperomia transparens Miq.
- Peperomia trapezoidalis Yunck.
- Peperomia treleasei Yunck.
- Peperomia tremendalensis Trel.
- Peperomia tremuliformis Trel.
- Peperomia tressis Trel.
- Peperomia trianae C. DC.
- Peperomia trichobracteata G. Mathieu & T. Krömer
- Peperomia trichocarpa Miq.
- Peperomia trichocaulis Trel.
- Peperomia trichoclada C. DC.
- Peperomia trichomanoides Grayum
- Peperomia trichophylla Baker
- Peperomia trichopoda C. DC.
- Peperomia trichopus Trel.
- Peperomia trichostigma C. DC.
- Peperomia tricolor Trel.
- Peperomia trifolia (L.) A. Dietr.
- Peperomia trinervia Miq. ex C. DC.
- Peperomia trinervis Ruiz & Pav.
- Peperomia trinervoides Dahlstedt
- Peperomia trinervula C. DC.
- Peperomia trineura Miq.
- Peperomia trineuroides Dahlst.
- Peperomia triplinervis Sodiro
- Peperomia tristachya Kunth
- Peperomia trollii Hutchison & Rauh
- Peperomia tropeolifolia Sodiro
- Peperomia tropeoloides Sodiro
- Peperomia trujilloi Steyerm.
- Peperomia trukensis Yunck.
- Peperomia trullaefolia Trel.
- Peperomia trumanii Trel.
- Peperomia truncata Trel.
- Peperomia truncicola C. DC.
- Peperomia truncigaudens DC.
- Peperomia trunciseda C. DC.
- Peperomia truncivaga C. DC.
- Peperomia tsakiana C. DC.
- Peperomia tuberculata Yunck.
- Peperomia tubericordata G. Mathieu
- Peperomia tuberosa Opiz
- Peperomia tuerckheimii C. DC.
- Peperomia tuisana C. DC.
- Peperomia tumida Sodiro
- Peperomia tungurahuae Sodiro
- Peperomia turbinata Dahlst.
- Peperomia turboensis Yunck.
- Peperomia turfosa C. DC.
- Peperomia turialvensis C. DC.
- Peperomia turquinana Trel.
- Peperomia tutensis Callejas
- Peperomia tutunendoana Trel. & Yunck.
- Peperomia tyleri Trel.
- Peperomia uaupesensis Yunck.
- Peperomia ubate-susanensis Yunck.
- Peperomia udimontana Trel. & Yunck.
- Peperomia ulei C. DC.
- Peperomia ulugurensis Engl.
- Peperomia umbellata (L.) Kunth
- Peperomia umbellifera Yunck.
- Peperomia umbellifera × saligna
- Peperomia umbelliformis C. DC.
- Peperomia umbilicata Ruiz & Pav.
- Peperomia umbrigaudens Yunck.
- Peperomia umbrosa G. Mathieu
- Peperomia uncatispica Trel.
- Peperomia undeninervia C. DC.
- Peperomia unduavina C. DC.
- Peperomia unguiculata Trel.
- Peperomia uniflora Ruiz & Pav.
- Peperomia unifoliata Callejas
- Peperomia unispicata Callejas
- Peperomia uphofii Trel.
- Peperomia urbani Trel.
- Peperomia urocarpa Fisch. & C.A. Mey.
- Peperomia urocarpoides C. DC.
- Peperomia ursina Grayum
- Peperomia uruguayana Trel.
- Peperomia urvilleana A. Rich.
- Peperomia usambarensis Engl.
- Peperomia vaccinifolia Bonsd.
- Peperomia valantoides Miq.
- Peperomia valdezii Véliz, Archila & L. Velásquez
- Peperomia valerioi Trel.
- Peperomia valladolidana Yunck.
- Peperomia vallensis Trel. & Yunck.
- Peperomia valliculae Trel.
- Peperomia vana Trel.
- Peperomia vanheurckii DC.
- Peperomia vareschii Yunck.
- Peperomia variculata Trel.
- Peperomia variegata Ruiz & Pav.
- Peperomia variifolia C. DC.
- Peperomia variilimba G. Mathieu
- Peperomia vazquezii G. Mathieu & Verg.-Rodr.
- Peperomia vegana Trel. & Standl.
- Peperomia velloziana Miq.
- Peperomia velutina Linden & André
- Peperomia venabulifolia Trel.
- Peperomia veneciana Trel. & Yunck.
- Peperomia venezueliana C. DC.
- Peperomia venosa Yunck.
- Peperomia venticosicarpa Trel.
- Peperomia venulosa Yunck.
- Peperomia venusta Yunck.
- Peperomia veraguana Callejas
- Peperomia verediana Trel.
- Peperomia vernouana Trel.
- Peperomia verruculosa Dahlst. ex A.W. Hill
- Peperomia verschaffeltii Lem.
- Peperomia vershaffeltii
- Peperomia versicolor Trel.
- Peperomia verticillata (L.) A. Dietr.
- Peperomia verticillatispica Trel. & Yunck.
- Peperomia vestita C. DC.
- Peperomia victoriana C. DC.
- Peperomia vidaliana Trel.
- Peperomia villarrealii Yunck.
- Peperomia villibacca Yunck.
- Peperomia villicaulis C. DC.
- Peperomia villilimba C. DC.
- Peperomia villipeduncula C. DC.
- Peperomia villipetiola C. DC.
- Peperomia villosa C. DC.
- Peperomia vinasiana C. DC.
- Peperomia vincentiana Miq.
- Peperomia violacea C. DC.
- Peperomia violifolia C. DC.
- Peperomia viracochana Trel.
- Peperomia viridispica Trel.
- Peperomia virillana Trel.
- Peperomia vitiana C. DC.
- Peperomia vitilevuensis Yunck.
- Peperomia vueltasana Trel.
- Peperomia vulcanica Baker & C.H. Wright
- Peperomia vulcanicola C. DC.
- Peperomia wagneri Trel.
- Peperomia waikamoiana Yunck.
- Peperomia warmingii C. DC.
- Peperomia weberbaueri C. DC.
- Peperomia weddellii C. DC.
- Peperomia wedelii Yunck.
- Peperomia wercklei C. DC.
- Peperomia wernerrauhii Pino & Samain
- Peperomia wheeleri Britton
- Peperomia wibomii Yunck.
- Peperomia wilderi Yunck.
- Peperomia williamsii C. DC.
- Peperomia wilmsii C. DC.
- Peperomia wilsonii Stehlé
- Peperomia woodsonii Trel.
- Peperomia woytkowskii Yunck.
- Peperomia wrightiana C. DC.
- Peperomia wurdackii Yunck.
- Peperomia xalana G. Mathieu
- Peperomia yabucoana Urb. & DC.
- Peperomia yanacachiana Yunck.
- Peperomia yananoensis Trel.
- Peperomia yapasana Trel.
- Peperomia yaquena Trel.
- Peperomia yatuensis Steyerm.
- Peperomia yeracuiana Trel. & Yunck.
- Peperomia yojoana Trel.
- Peperomia yousei Trel.
- Peperomia yunckeri Trel.
- Peperomia yungasana C. DC.
- Peperomia yutajensis Steyerm.
- Peperomia zarzalana Trel. & Yunck.
- Peperomia zenkeri C. DC.
- Peperomia zipaquirana Trel. & Yunck.
- Peperomia zongolicana Jimeno-Sevilla
- Peperomia zurquiana Trel.

## Toxicité
Les plantes peperomia n'est pas toxique, que ce soit pour les animaux ou pour les humains,.

## Galerie

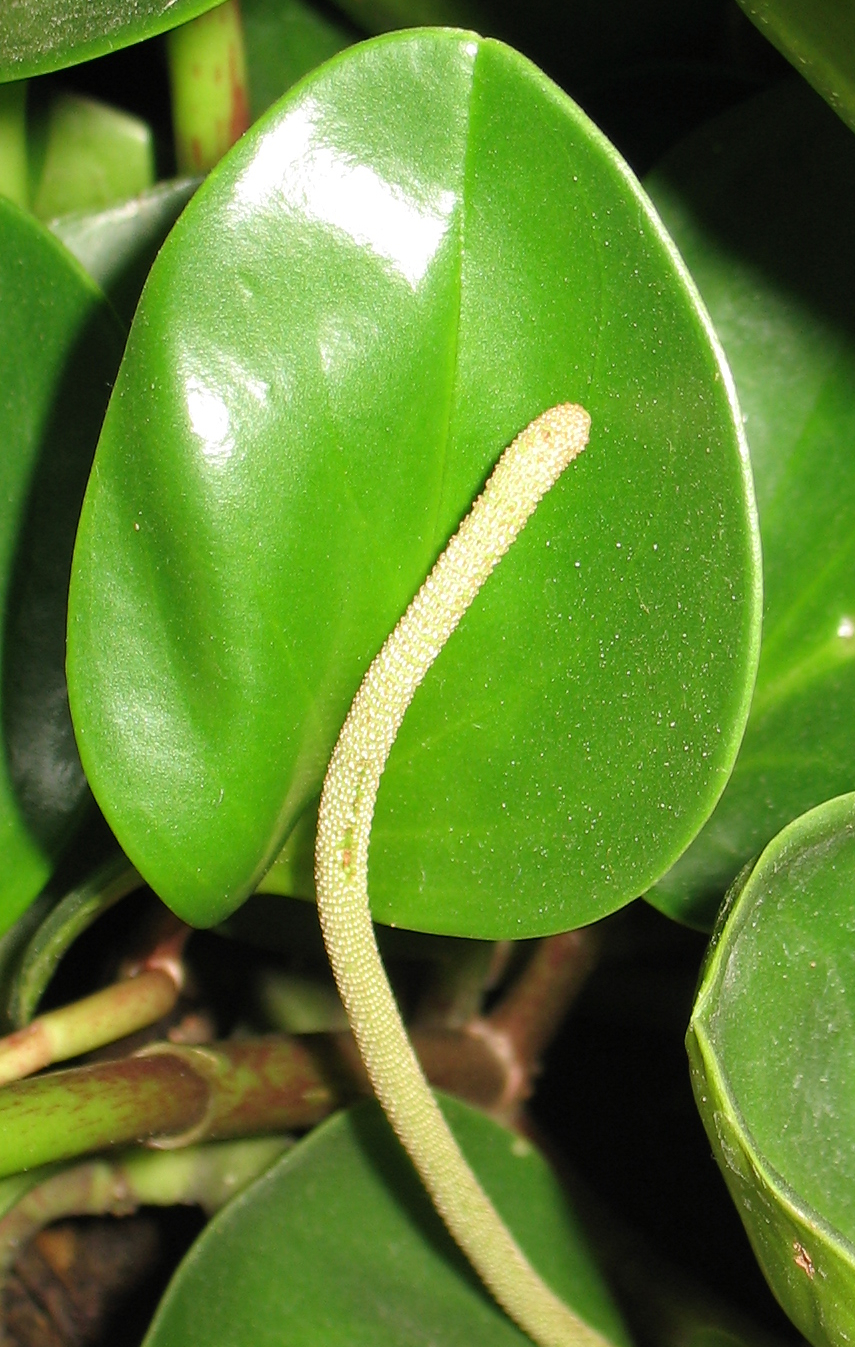
Inflorescence en épi chez Peperomia obtusifolia
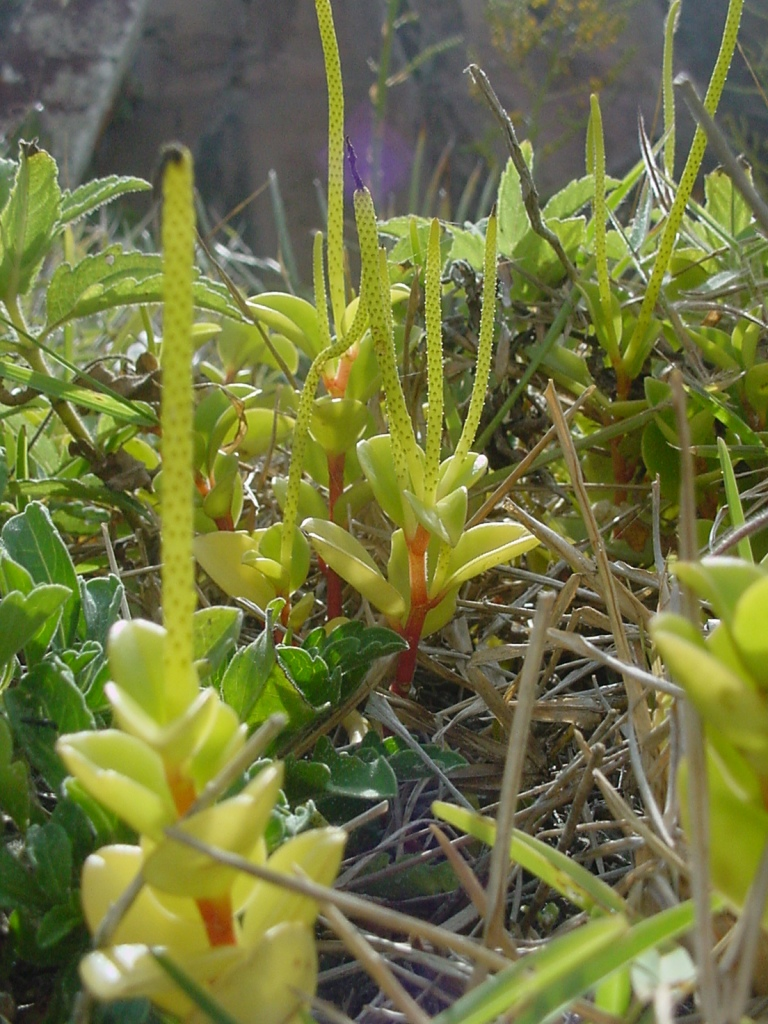
Peperomia glabella
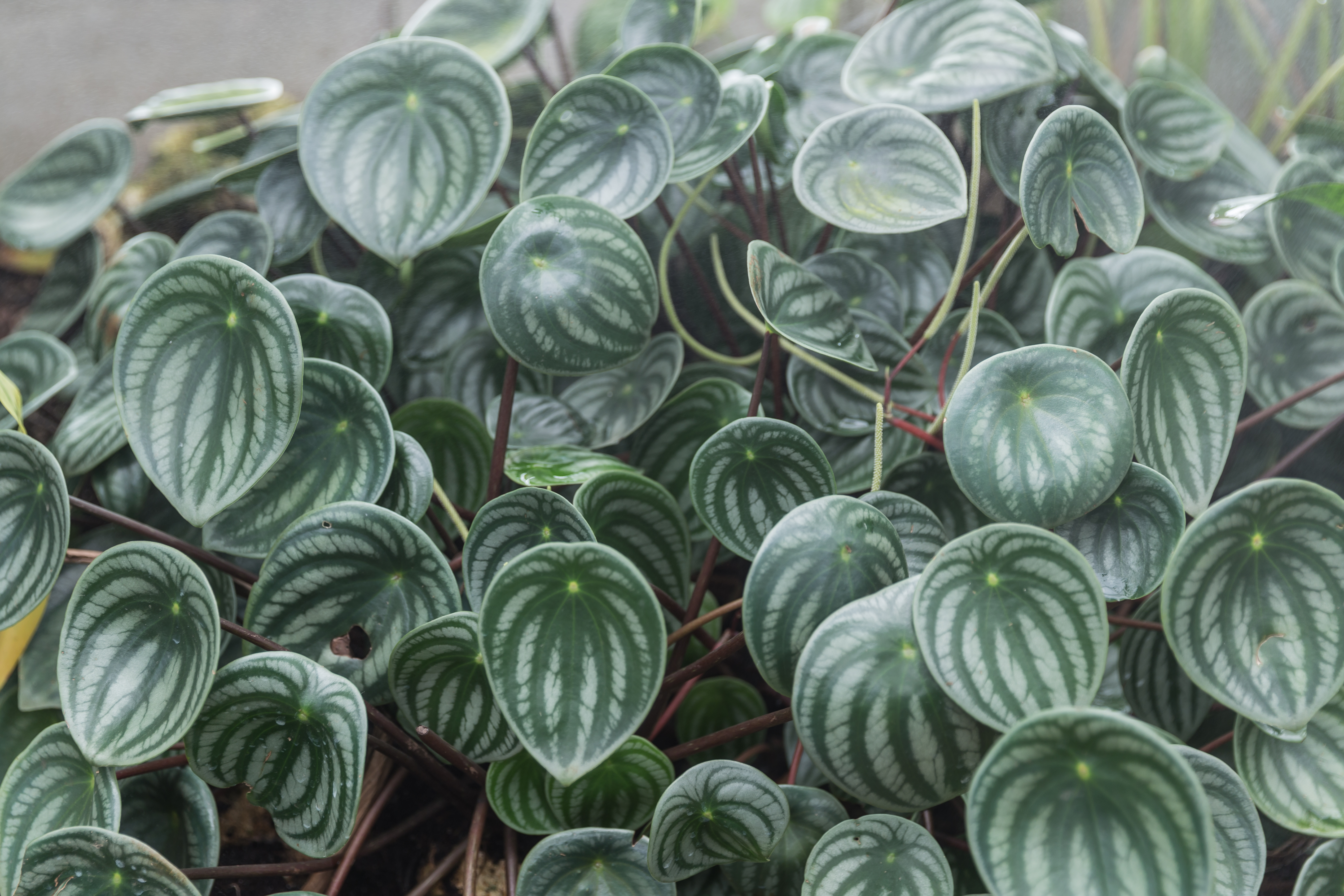
Peperomia argyreia